# トラディショナル・サクセション・アーキテクチャ
トラディショナル・サクセション・アーキテクチャ（Traditional Succession Architecture：TSA）とは、ヴァナキュラー建築のような各国・各地域・各民族の風土に根差した伝統的な様式（生活様式）・意匠・色彩を継承・採用しつつ設計・構造デザイン的に昇華させた現代（20世紀）の素材・工法（主として鉄筋コンクリート構造）による模倣建築のことで、日本では「アジアのエスニック調のビル」とまとめられるものの多くがこれに含まれ、歴史主義建築のより土着的な要素を強めたもの。

## 由来と効果
カンボジアの建築家ヴァン・モリヴァンが1950年代よりクメール様式を採り入れた建築を実践してきたこと（途中クメール・ルージュ政権下の文化浄化により中断）に、各国の建築家や行政の都市計画担当者らが共鳴し、アセアン遺産公園の会合などにおいて2010年代に入り自然発生的に用いられるようになった造語。
植民地支配の歴史があり、その象徴としてのコロニアル様式からの脱却を望み、経済成長により建設ラッシュのアジア新興国で注目されており、古都や風致地区・美観地区などにおける開発による景観破壊・都市環境破壊を最小限に抑える効果があり、耐火建築物であることから防火壁としての役割も担う。また、郷土の文化的空間 ・文化的環境を形成し、景観生態学・人間居住科学の理にかなっているとされる。

## 推奨根拠
世界遺産（文化遺産）の査定を委任されていることで知られる国際記念物遺跡会議（イコモス）が採択した『歴史的都市街区保存憲章』にある、「歴史地区の発展と現代生活に調和的な適合のために必要な諸措置」の一策と捉えられる。
同様にICOMOSによる『遺産の開発を御するためのパリ宣言』での「地域が内包する遺産の保持と再利用を促進し、無秩序な都市化を防ぐ建物の普及」「社会文化的環境への適合」「既存の遺産に新たな用途や機能を持たせ、利用者の現代の生活水準を調整する建物」、世界遺産の真正性を定めた真正性の奈良文書 を補完する『アジア地域の文化遺産保存の代表的指針であるホイアン議定書』での「都市住民が生活感を維持できる場所（アーバンリニューアル）」「文化的空間を確保するための景観整備（フレーミング）」「信仰や霊性など精神を伝承するための容器（スピリチュアリティ）」としての近代的な建築環境 なども該当する。
日本では景観法の準景観地区において、形態意匠として和風の建物にすることを奨励している。

## 実証例
- 独立記念塔（英語版）＝カンボジア・プノンペン、1958年築、ヴァン・モリヴァン作
- ベトナム歴史博物館（ベトナム語版）＝ベトナム・ホーチミン、1932年築、エルネスト・エブラール作、旧フランス極東学院博物館
- 香山飯店（中国語版）＝中国・北京、1983年築、貝聿銘作、フレグラントヒルホテル

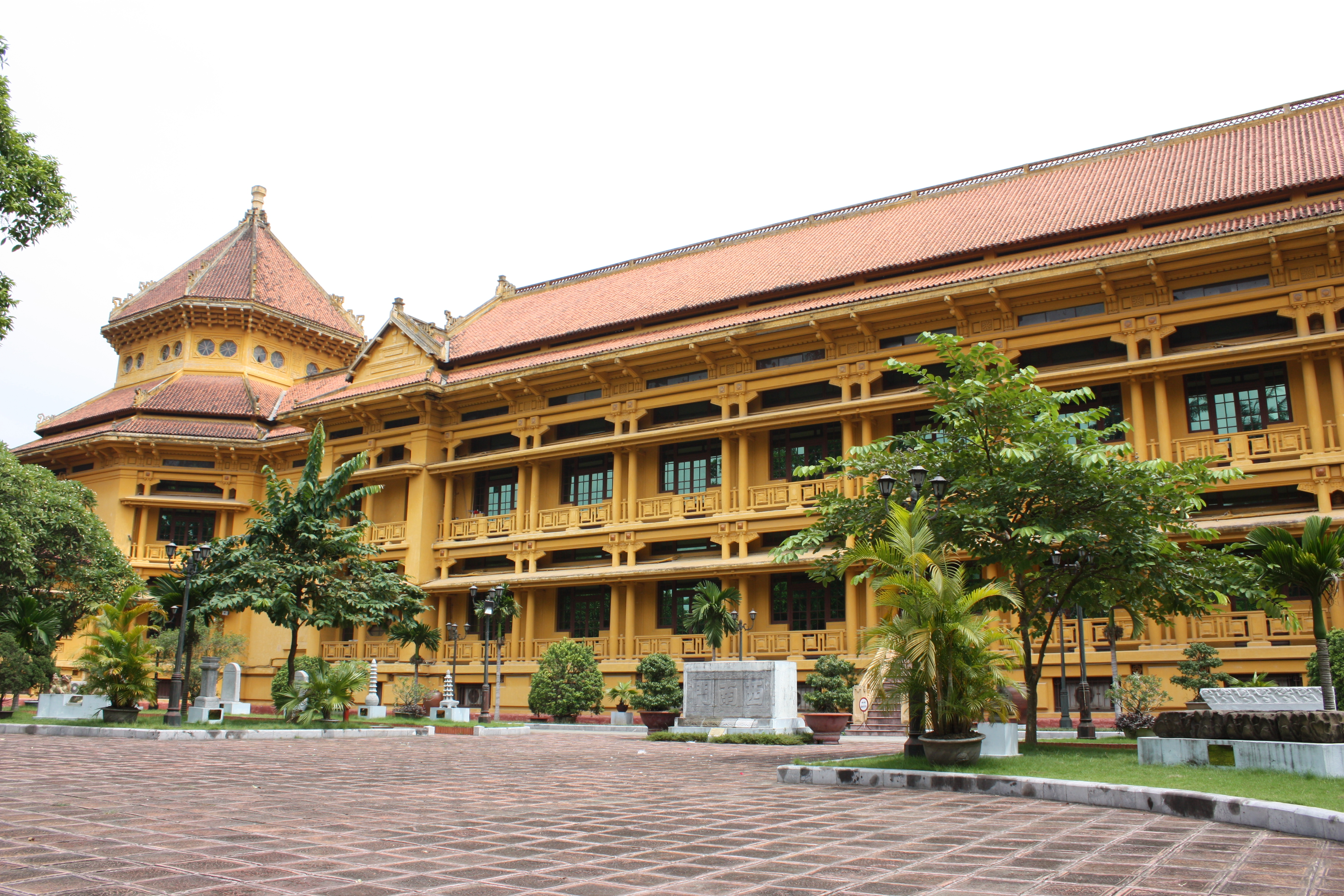
ベトナム歴史博物館
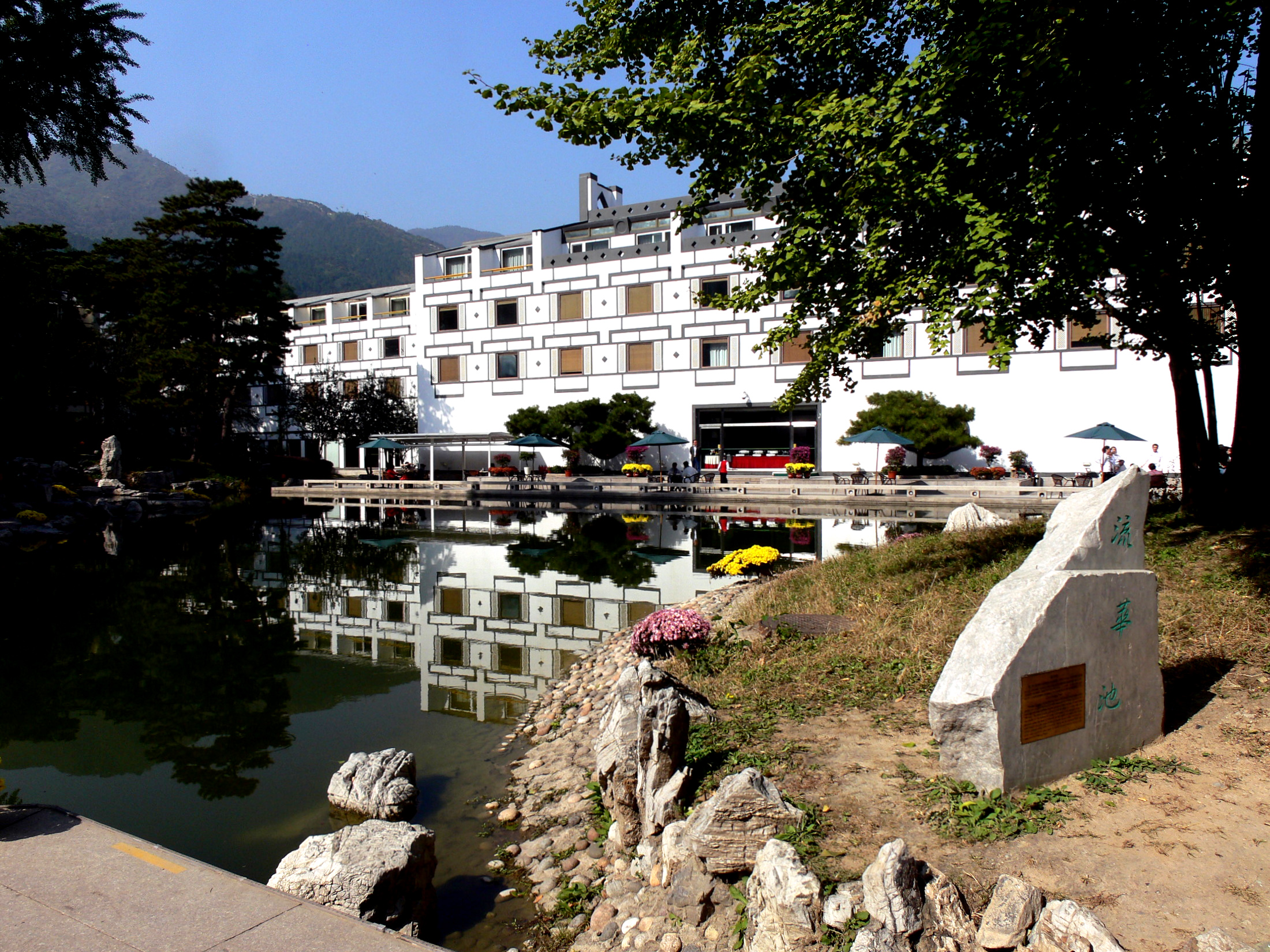
香山飯店

### 日本での実例
戦後の高度経済成長期に建設された文化施設に和の趣きを採り入れたデザインが多く、その後の建築にも影響を残している。
- 日本芸術院会館
- 国立劇場
- 赤坂迎賓館游心亭(和風別館)
- 京都迎賓館
- 大阪迎賓館
- 東京国立博物館 法隆寺宝物館（新日本様式に選定）
- 大和文華館

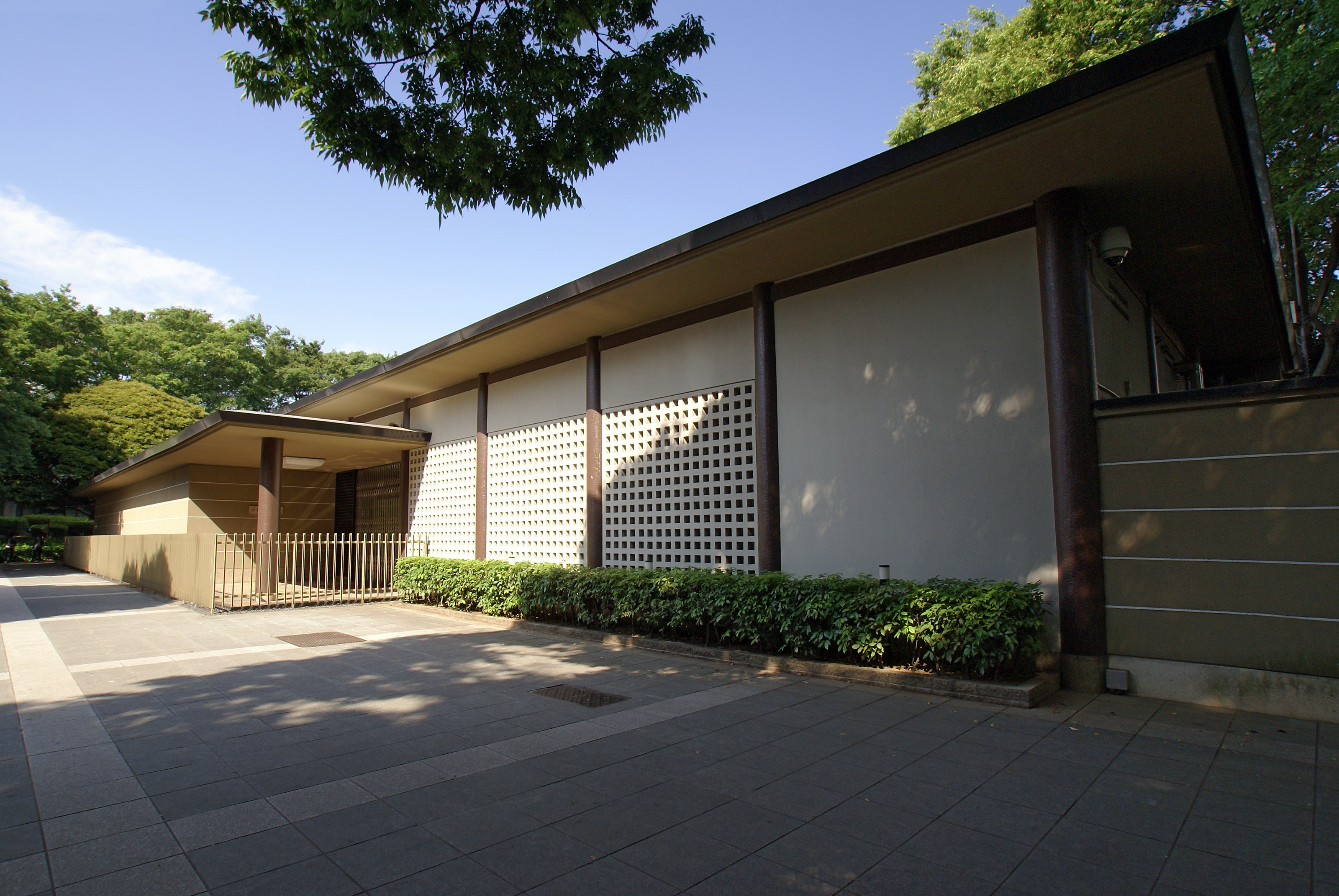
日本芸術院会館
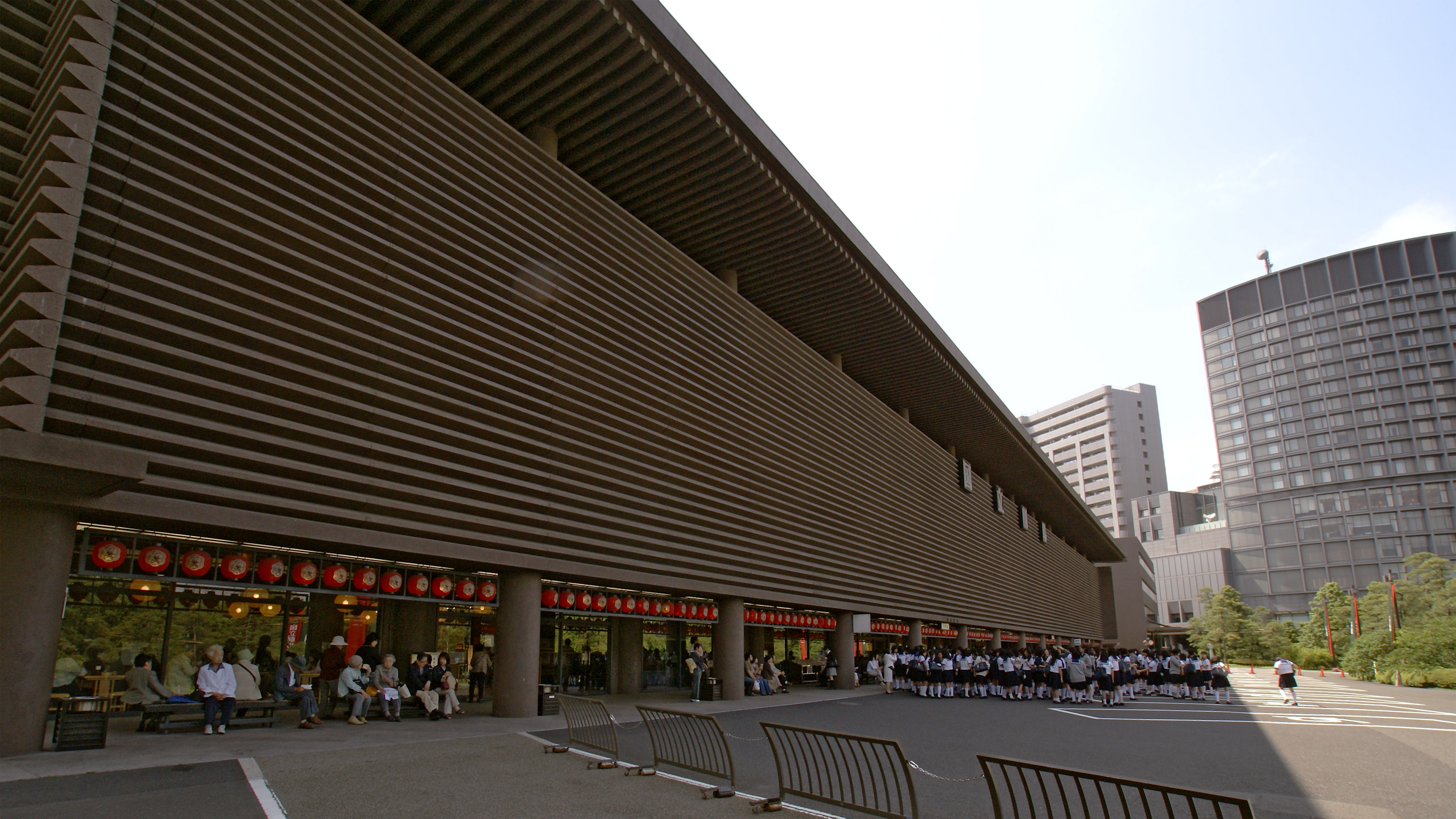
国立劇場
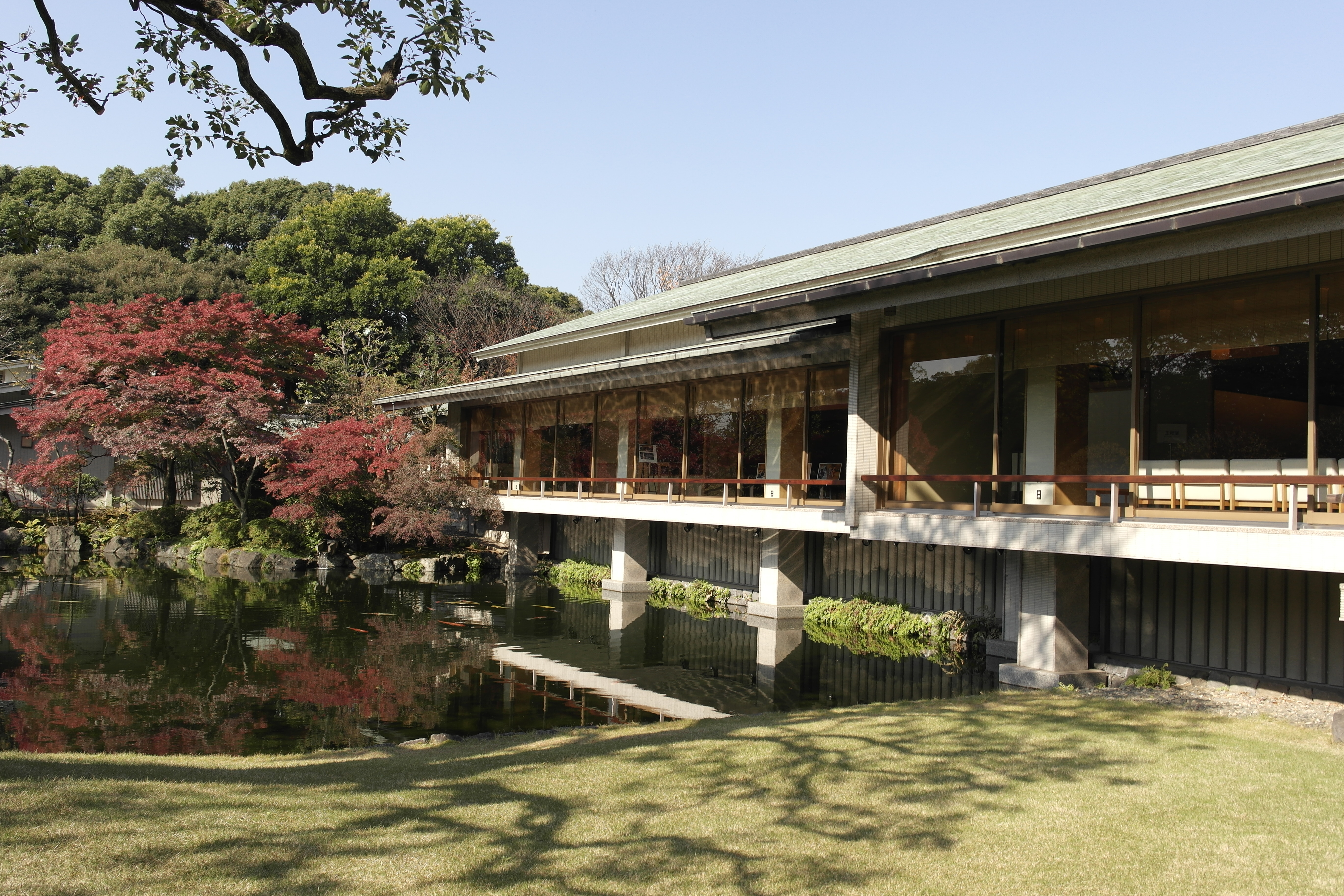
游心亭
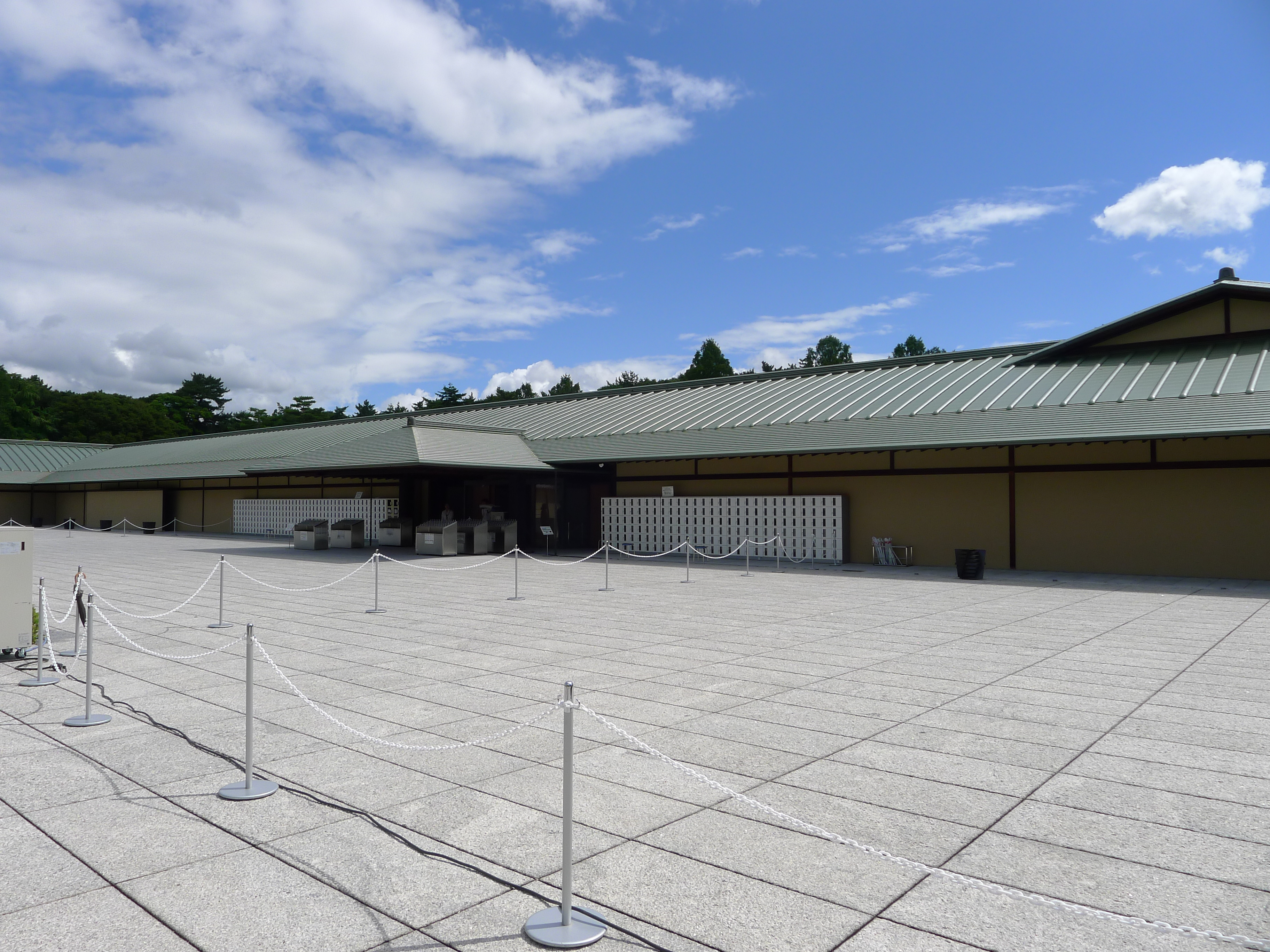
京都迎賓館
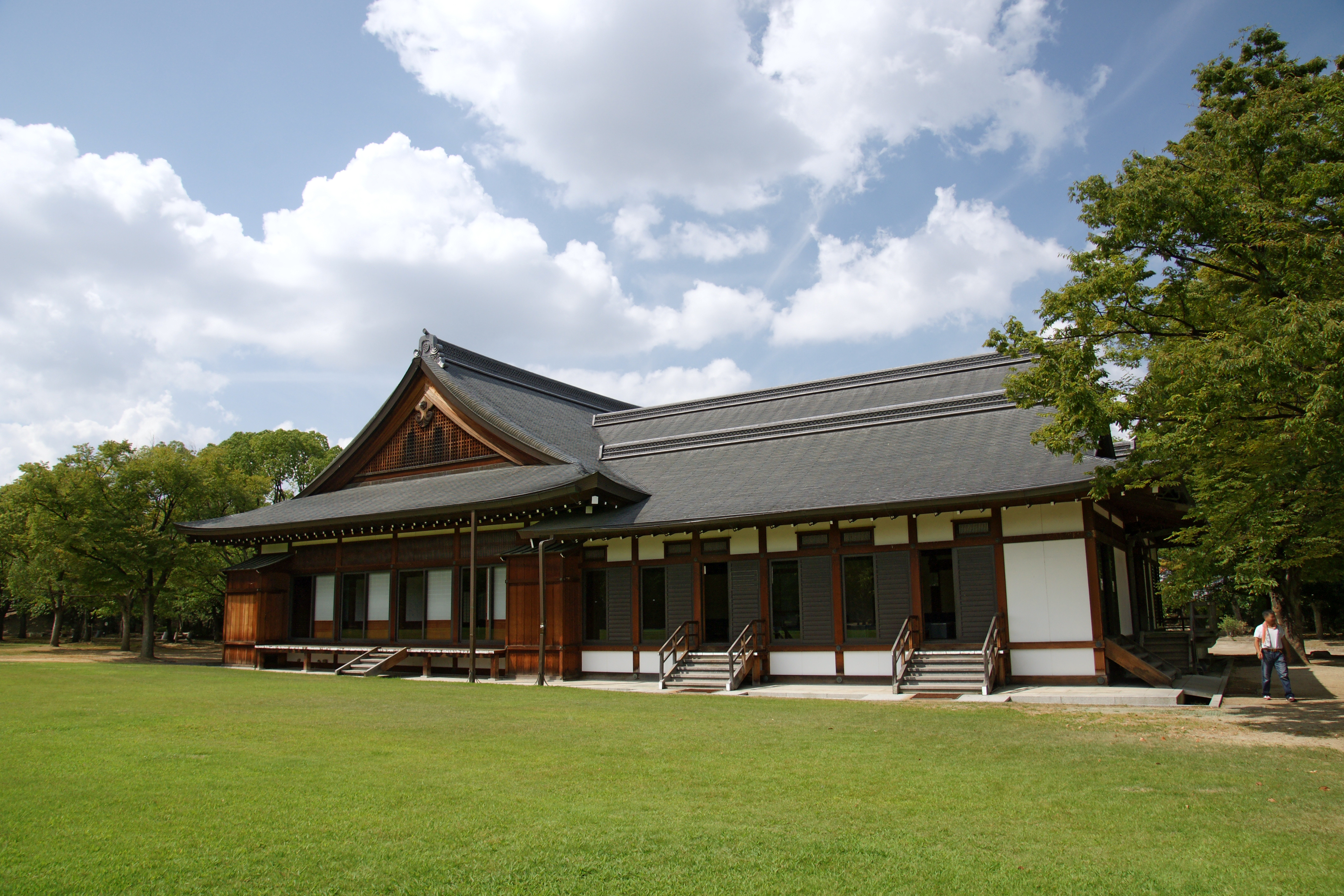
大阪迎賓館
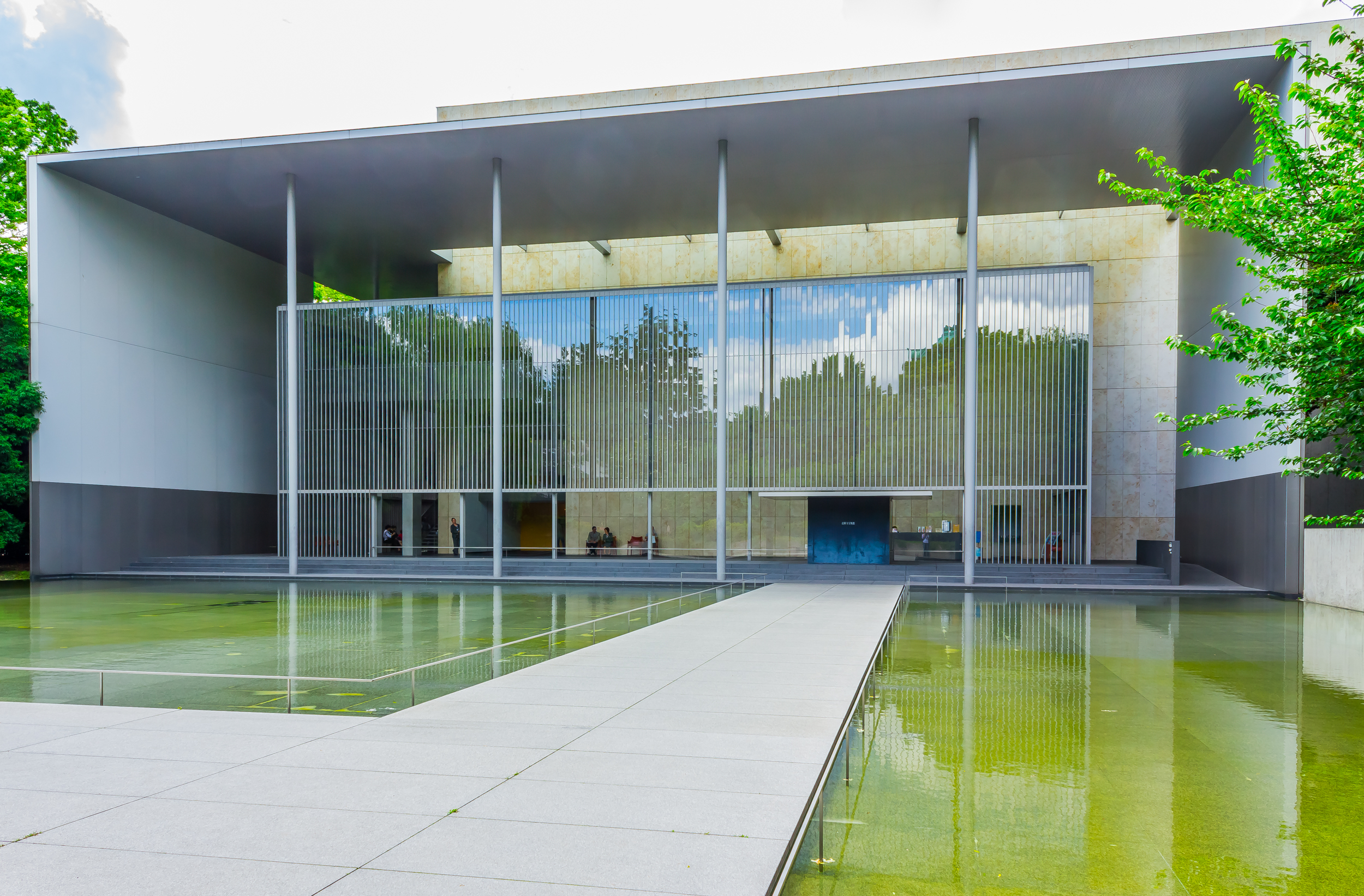
東京国立博物館 法隆寺宝物館
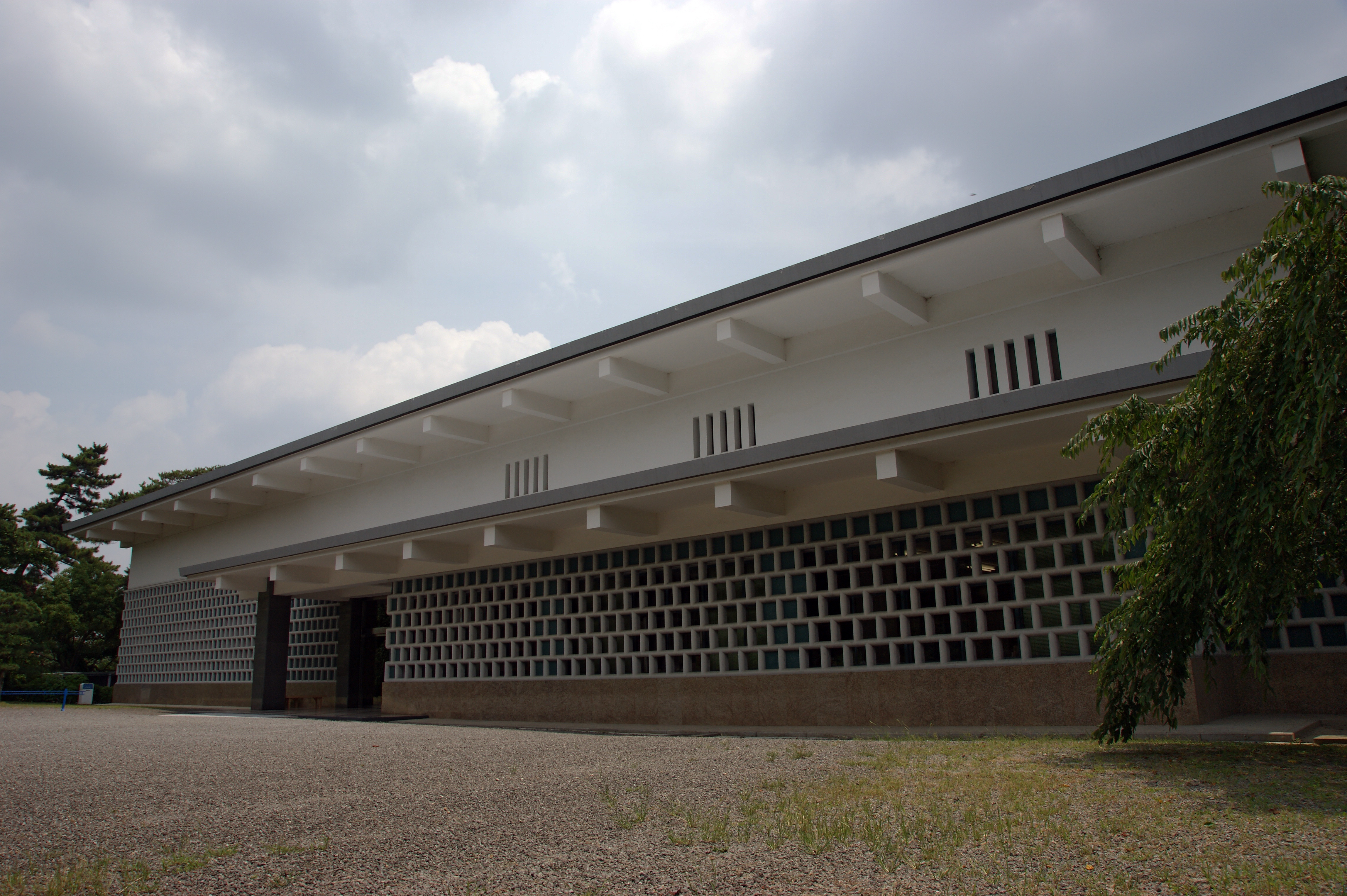
大和文華館

## 現代和風建築
前述の京都迎賓館のコンセプトは「現代和風」だが、日本では公共建築物以外に民間の商業施設や企業社屋さらに個人邸宅に至るまで自発的な取り組みとして「和風モダン建築」（揶揄的に「なんちゃって和風建築」とも）を採り入れている光景が各地で見られる。2020年東京オリンピックに向け建て替えられる国立競技場は、隈研吾と大成建設などによるＡ案に決まったが、伊東豊雄らによるＢ案ともども「杜のスタジアム」をコンセンプトに木材も併用し、日本スポーツ振興センターが示した「我が国の気候・風土・伝統を現代的に表現する」という考え方を反映しており、「寺院を連想させる」と海外から高評価を得ている。
特に京都は古都保存法や歴史まちづくり法の適用もうけ、厳しい景観条例が敷かれ景観工学的に注目されており、文化財保護法の重要文化的景観（左京区岡崎）では文教地区景観として岡崎公園が含まれ、その中には国内におけるトラディショナル・サクセション・アーキテクチャの先駆けともいえる京都市美術館などがある。さらに京都市上質宿泊施設誘致制度 の制定により、外観に和のテイストを採用することで景観規制地区への宿泊施設の新築を容認するようになった。

### 京都の現代和風建築
以下は京都の現代和風建築の例である。

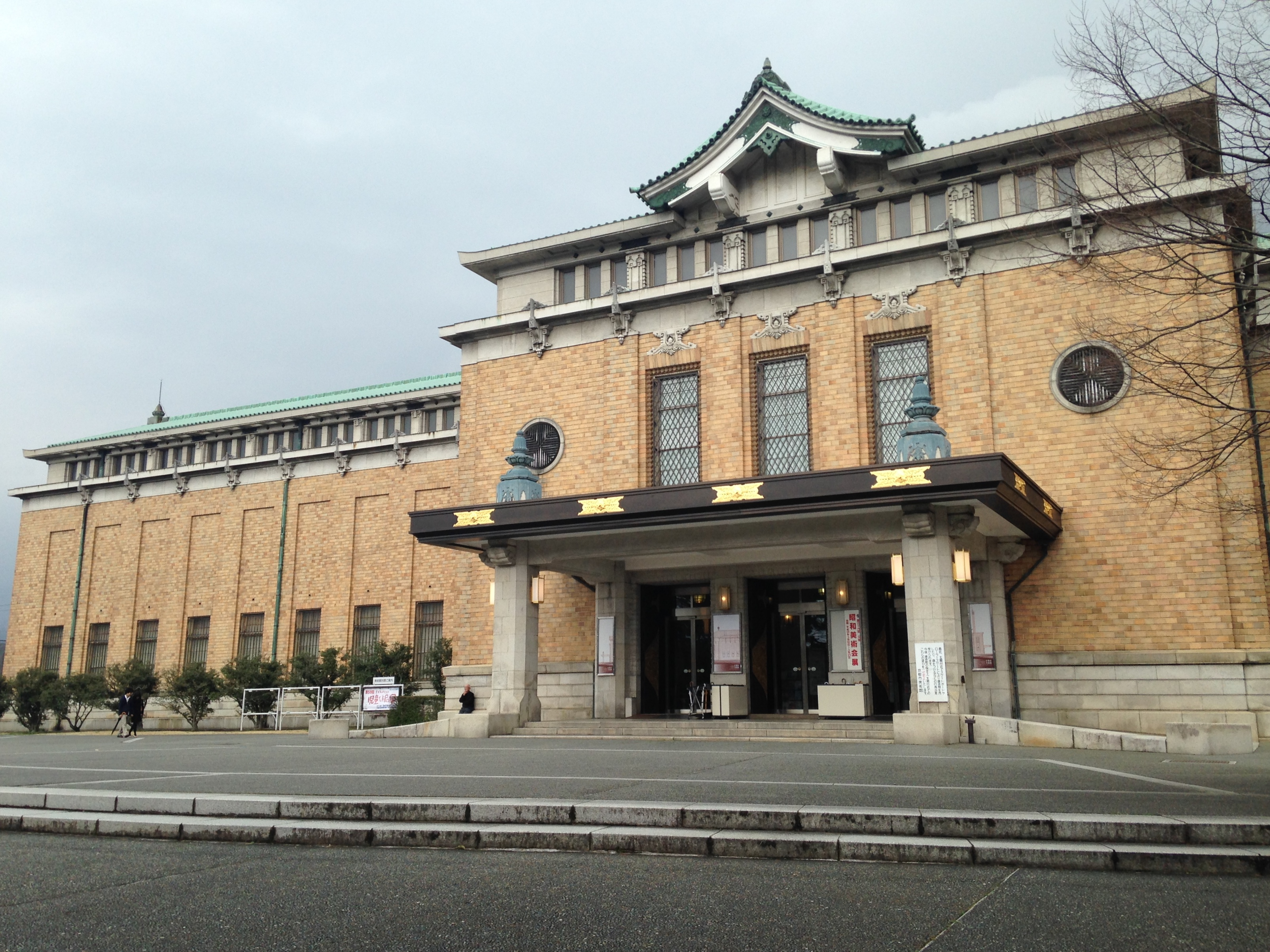
京都市美術館（帝冠様式）
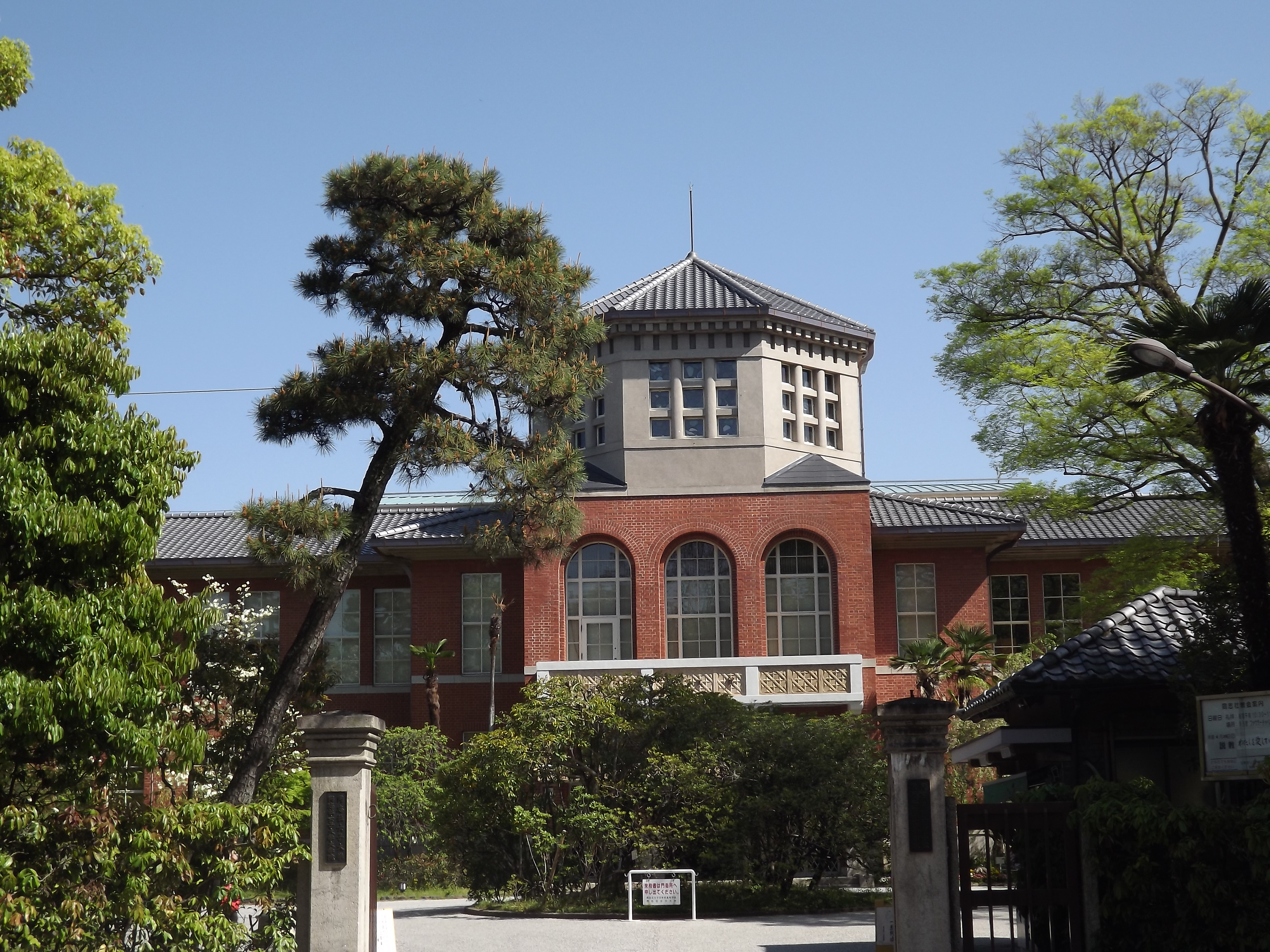
同志社女子大学（仏堂戴冠）
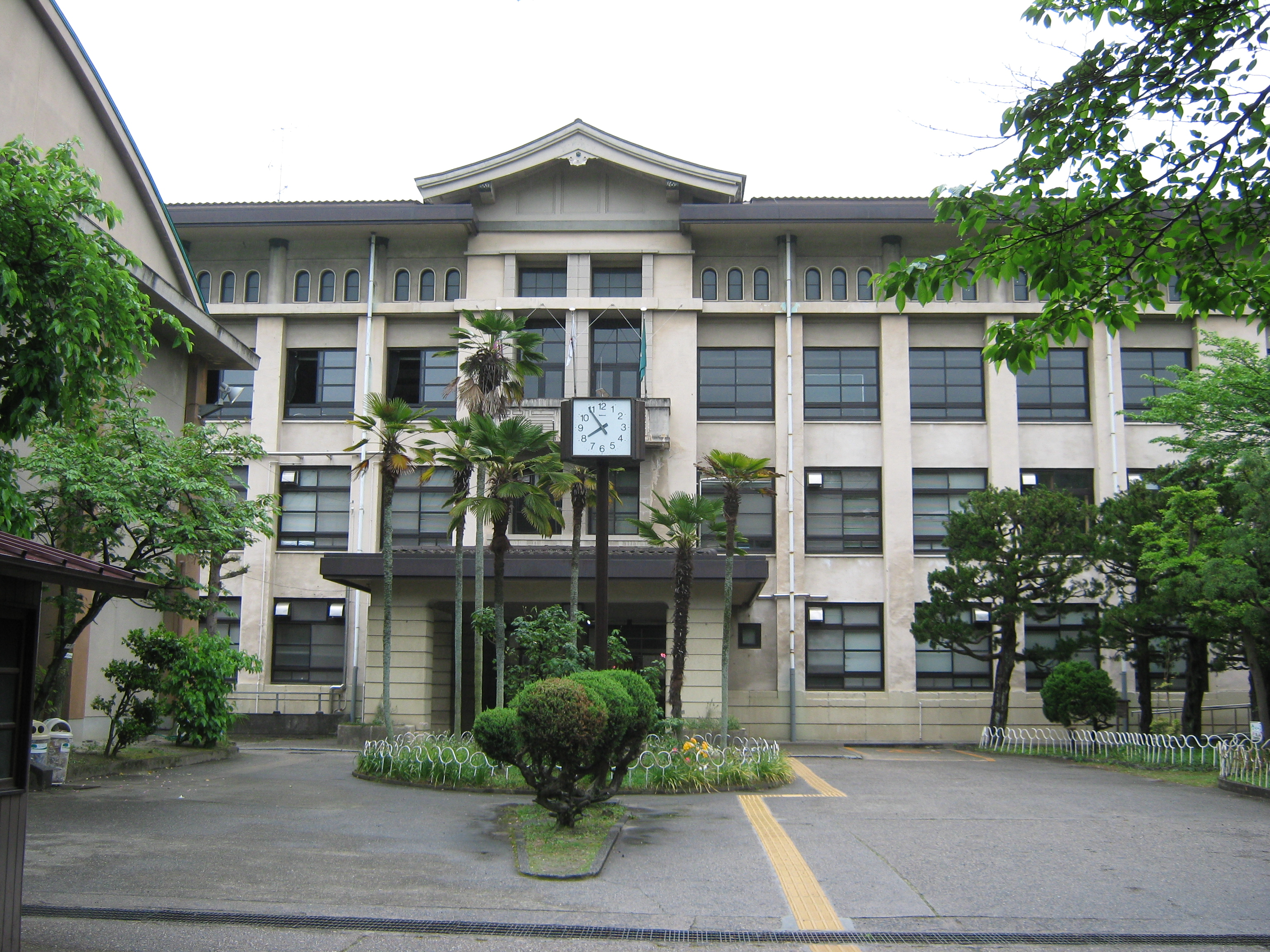
京都府立鴨沂高等学校（切妻造風）
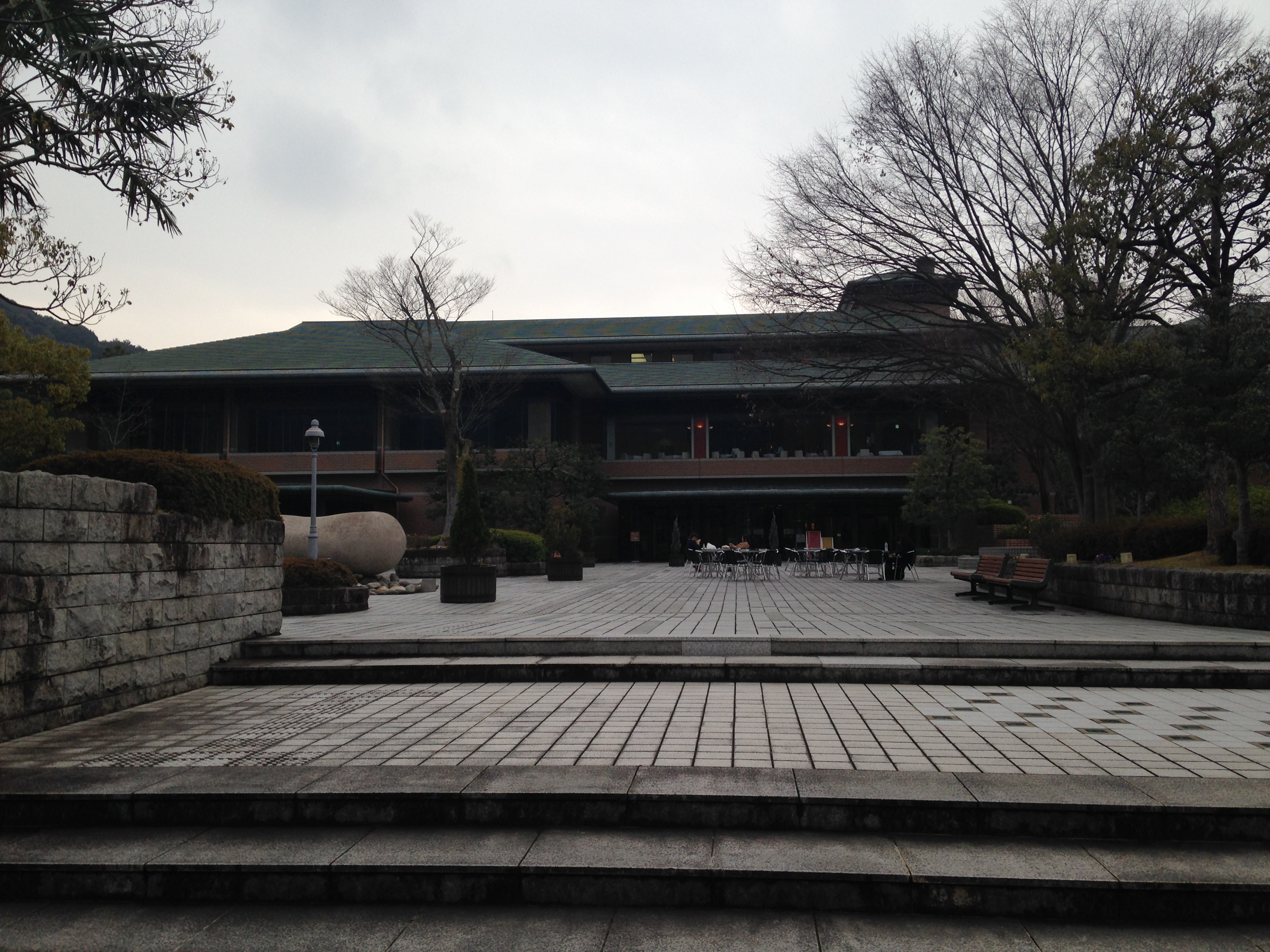
京都市国際交流会館（入母屋造風）
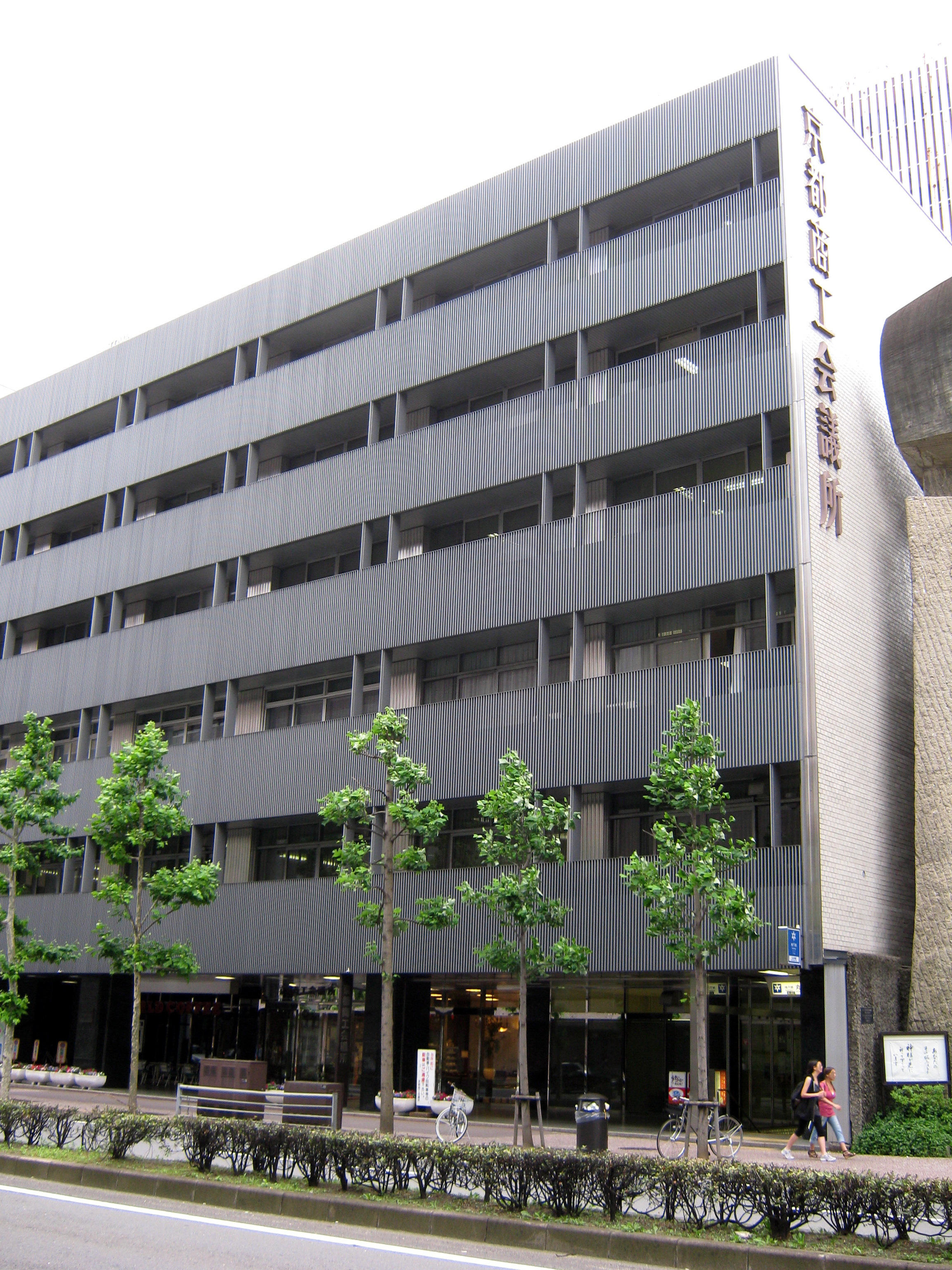
京都商工会議所（京町家の格子を意匠）
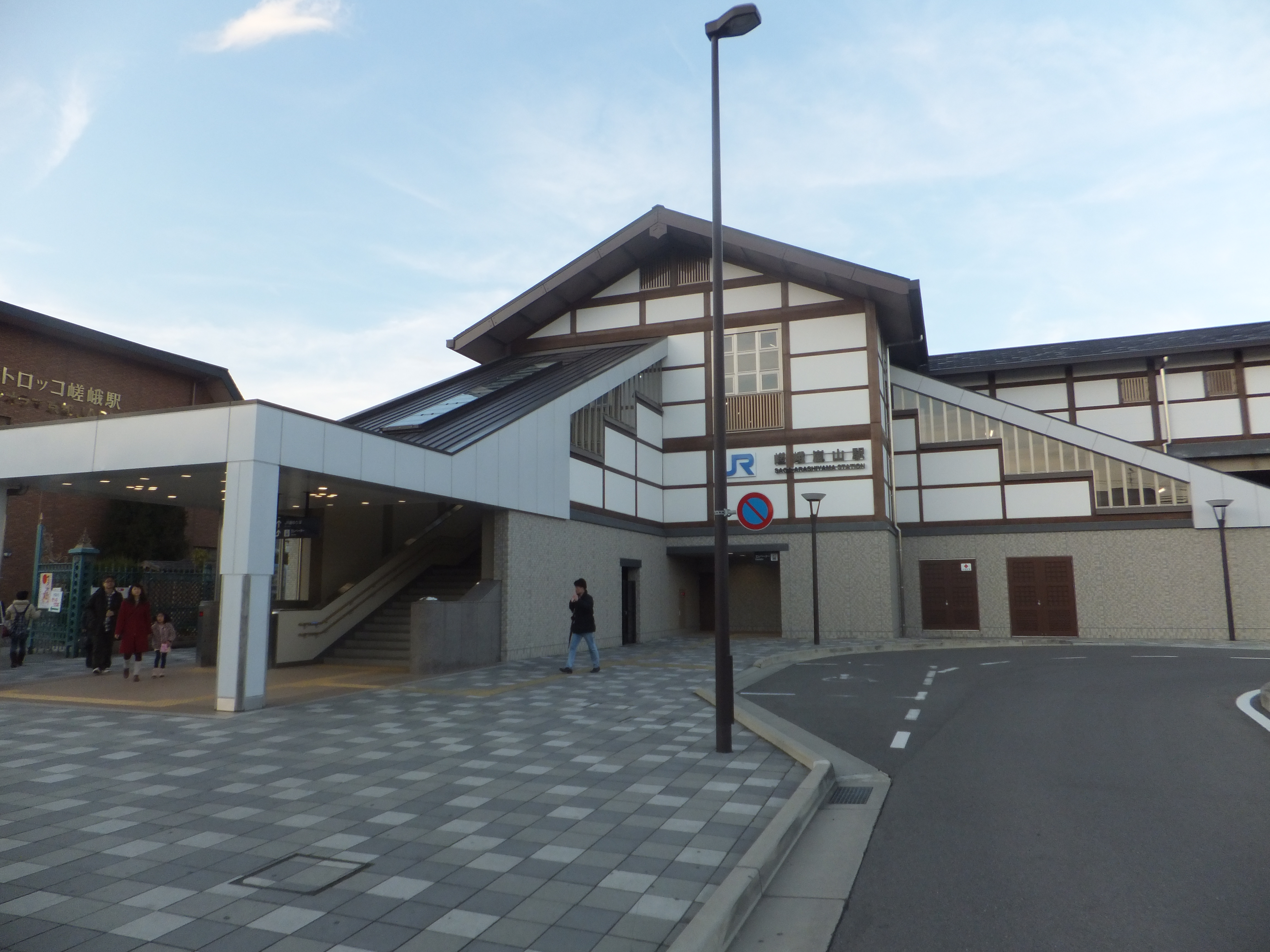
嵯峨嵐山駅（白壁風仕立て）
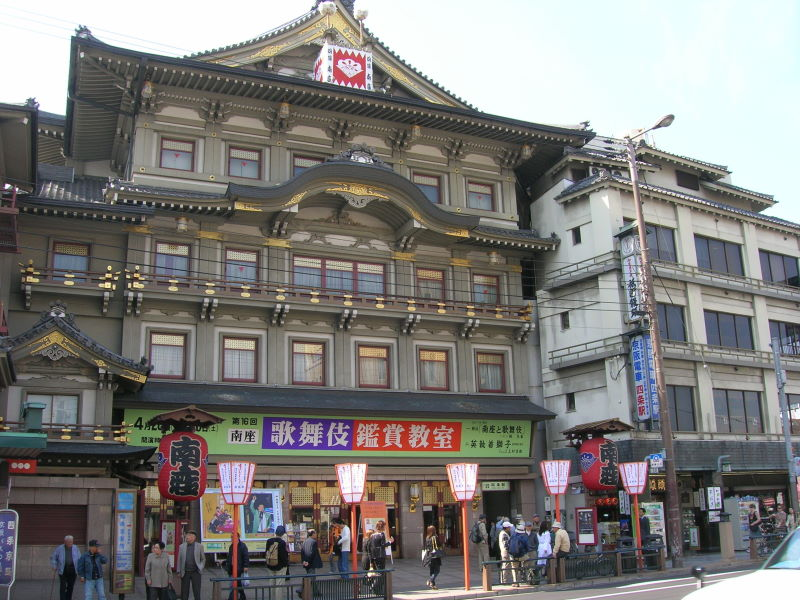
南座（唐造風）
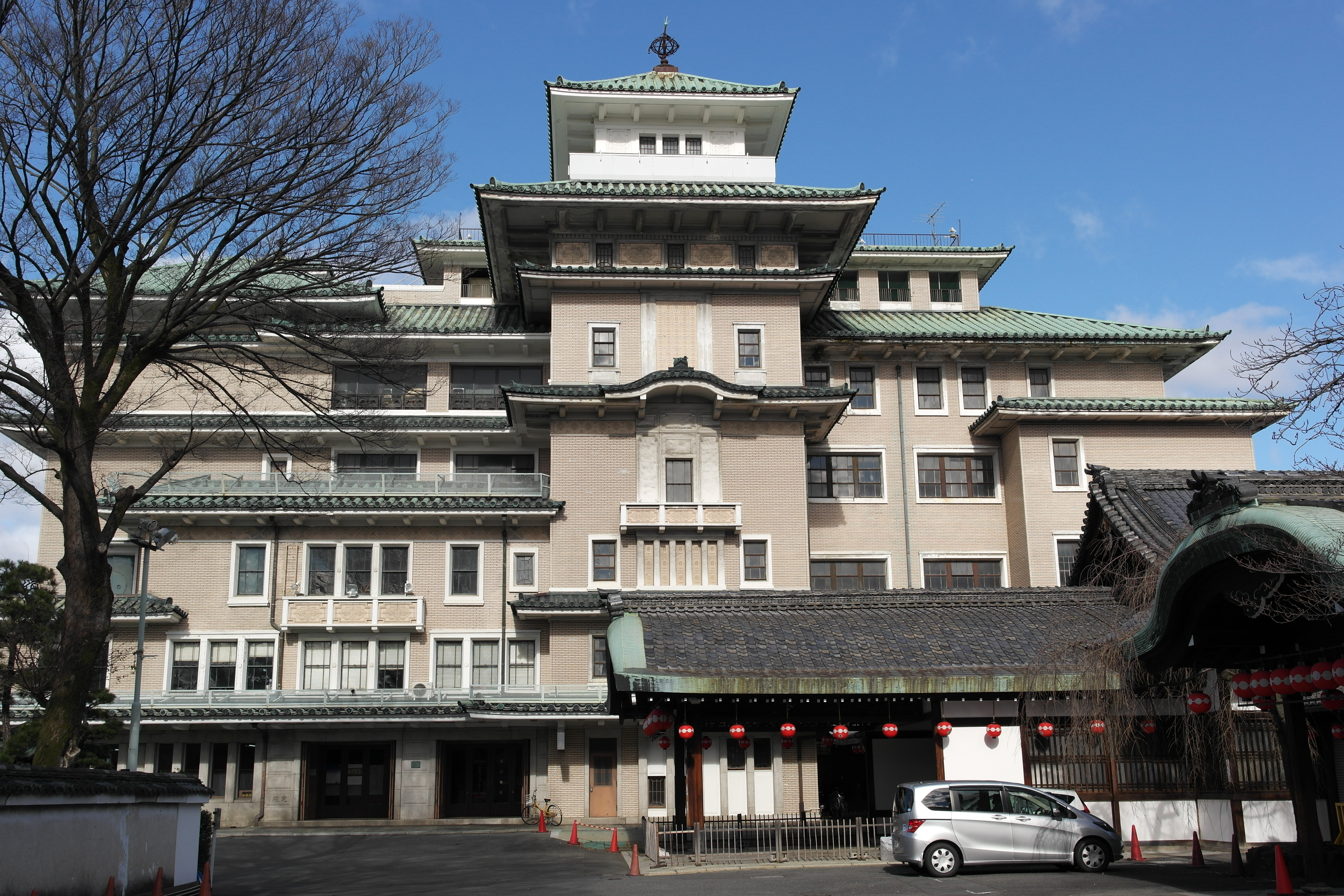
弥栄会館（楼閣風）
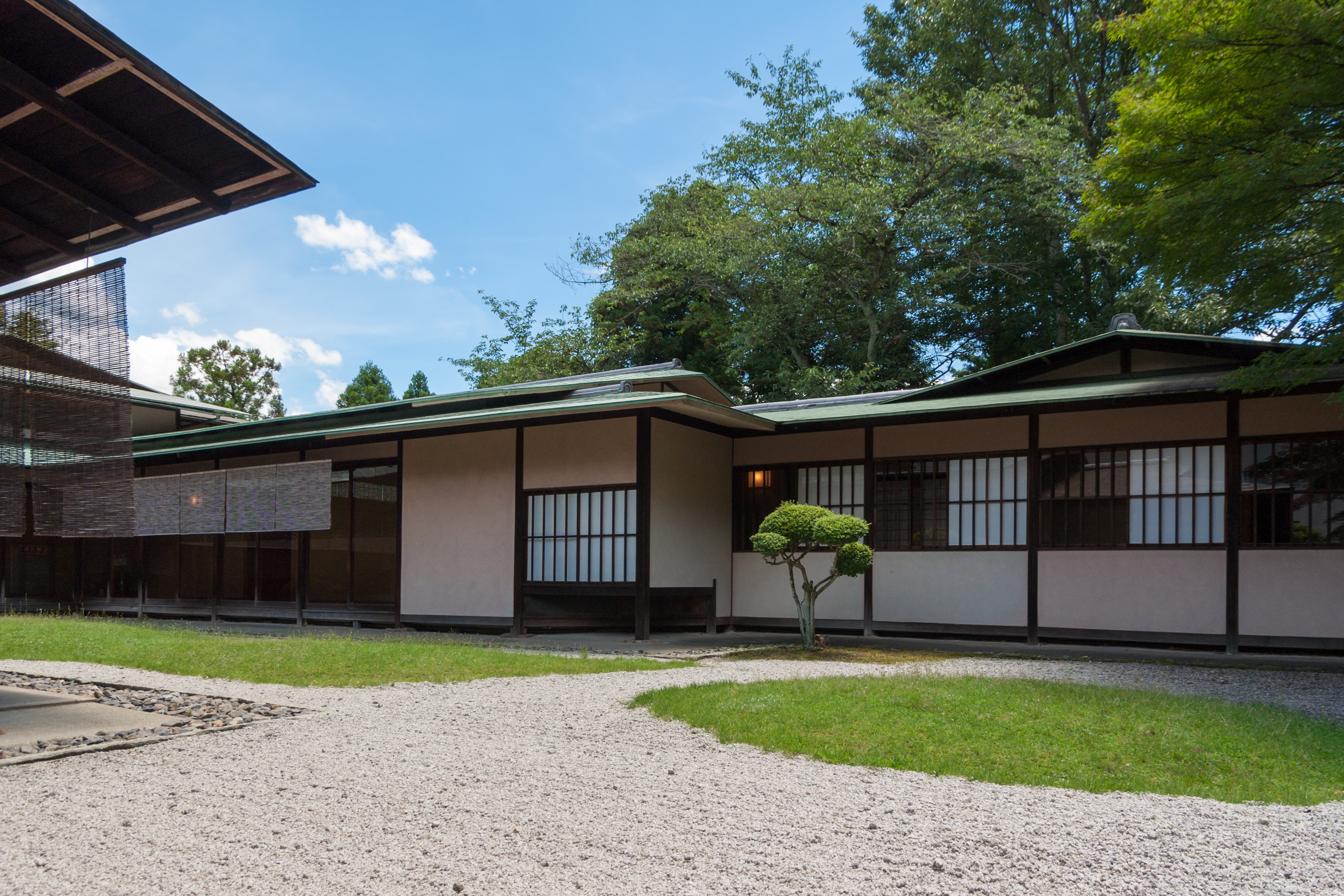
ウェスティン都ホテル佳水園（寝殿造風）
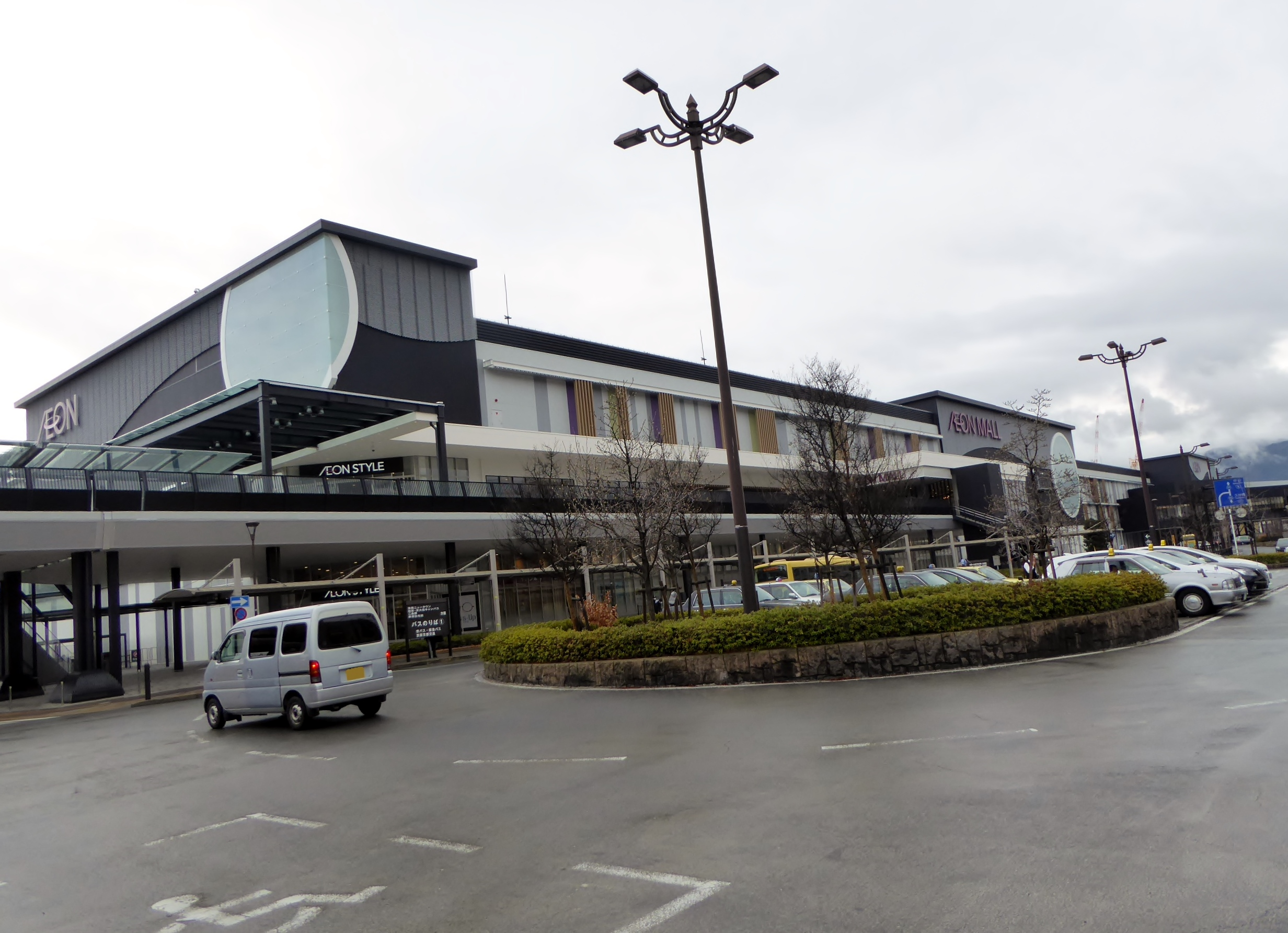
イオンモール京都桂川（桂離宮がモチーフ）
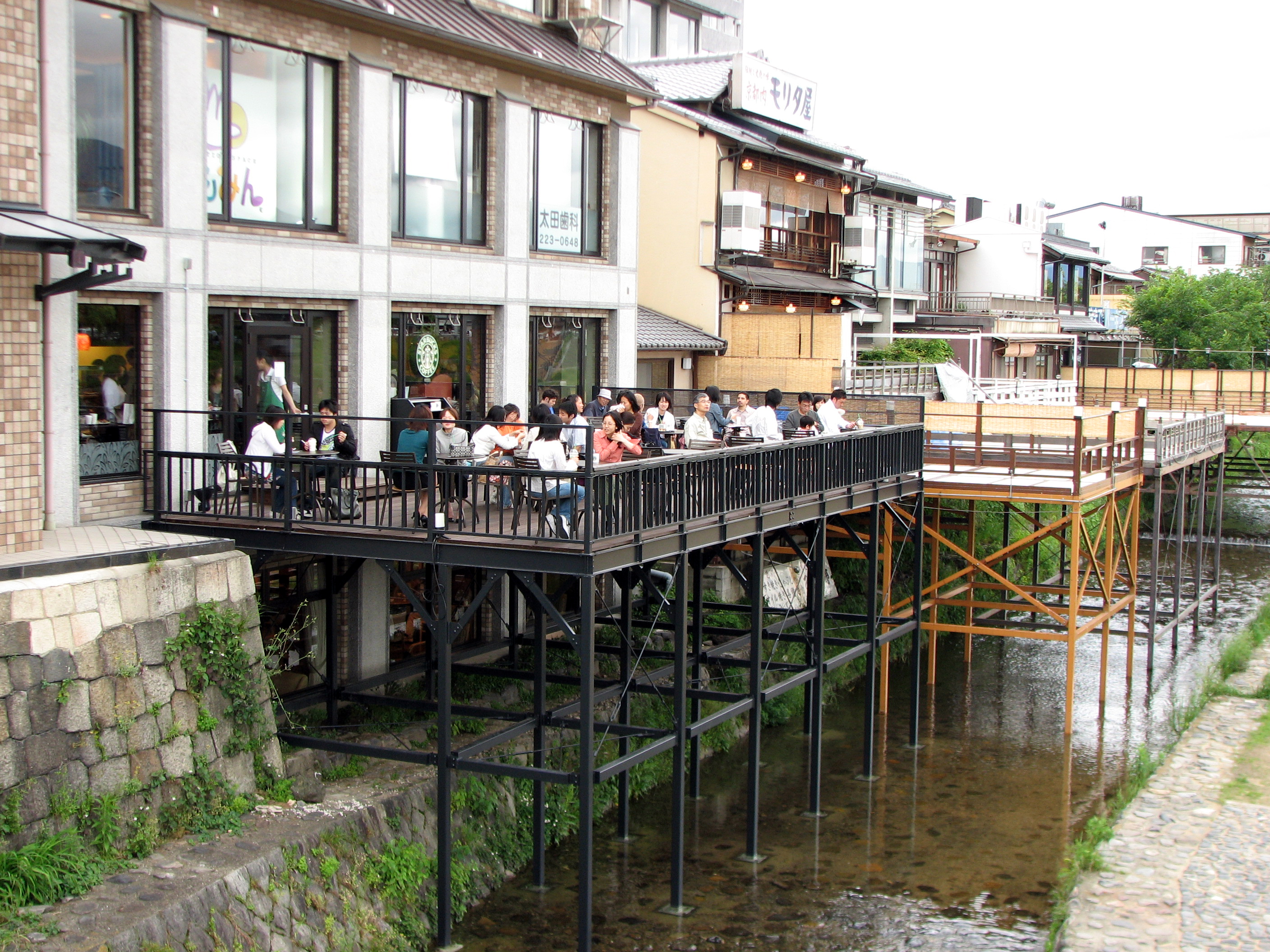
スタバ三条大橋店の鉄骨構造納涼床
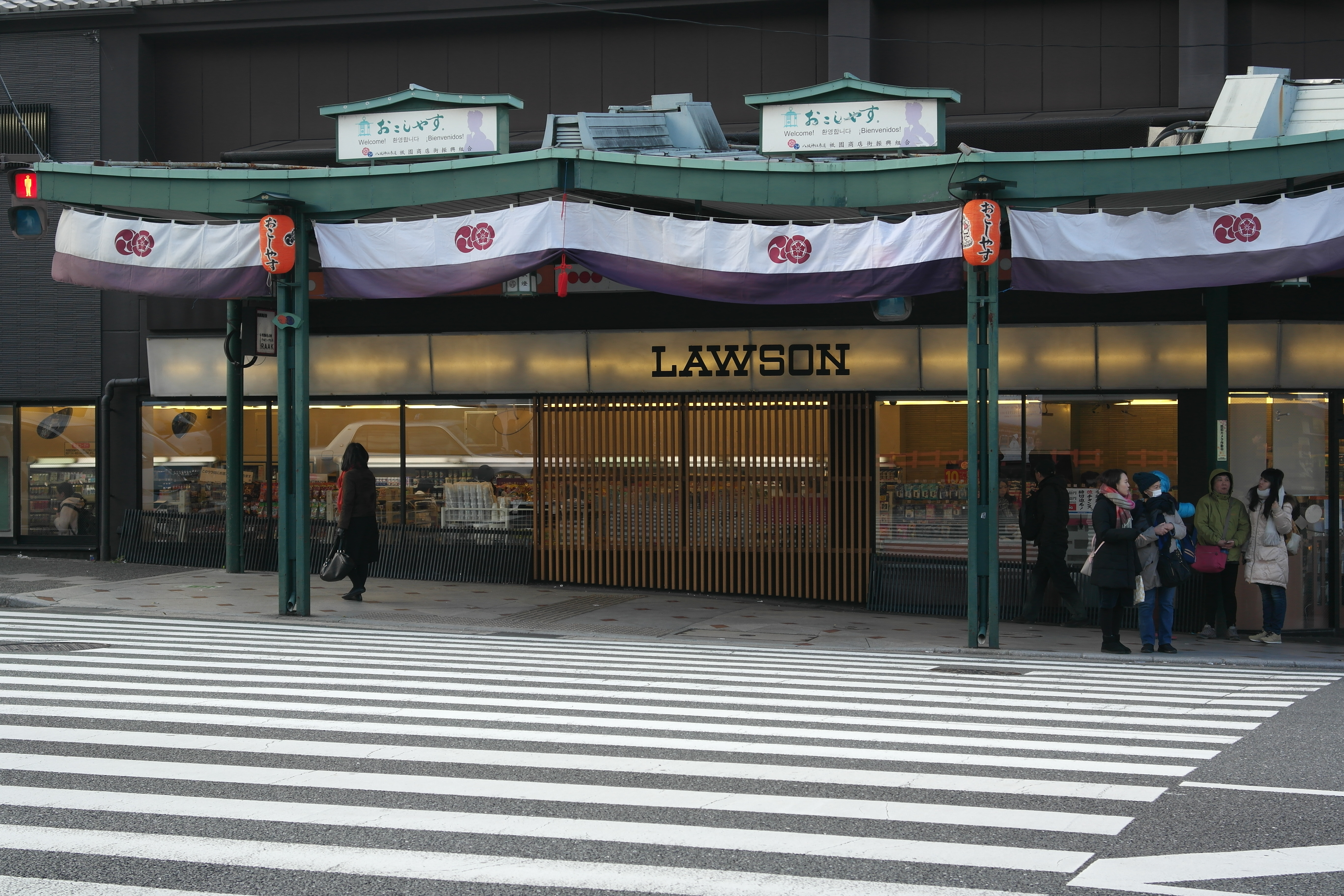
ローソン八坂神社前店（格子と犬矢来を設置）[注 3]
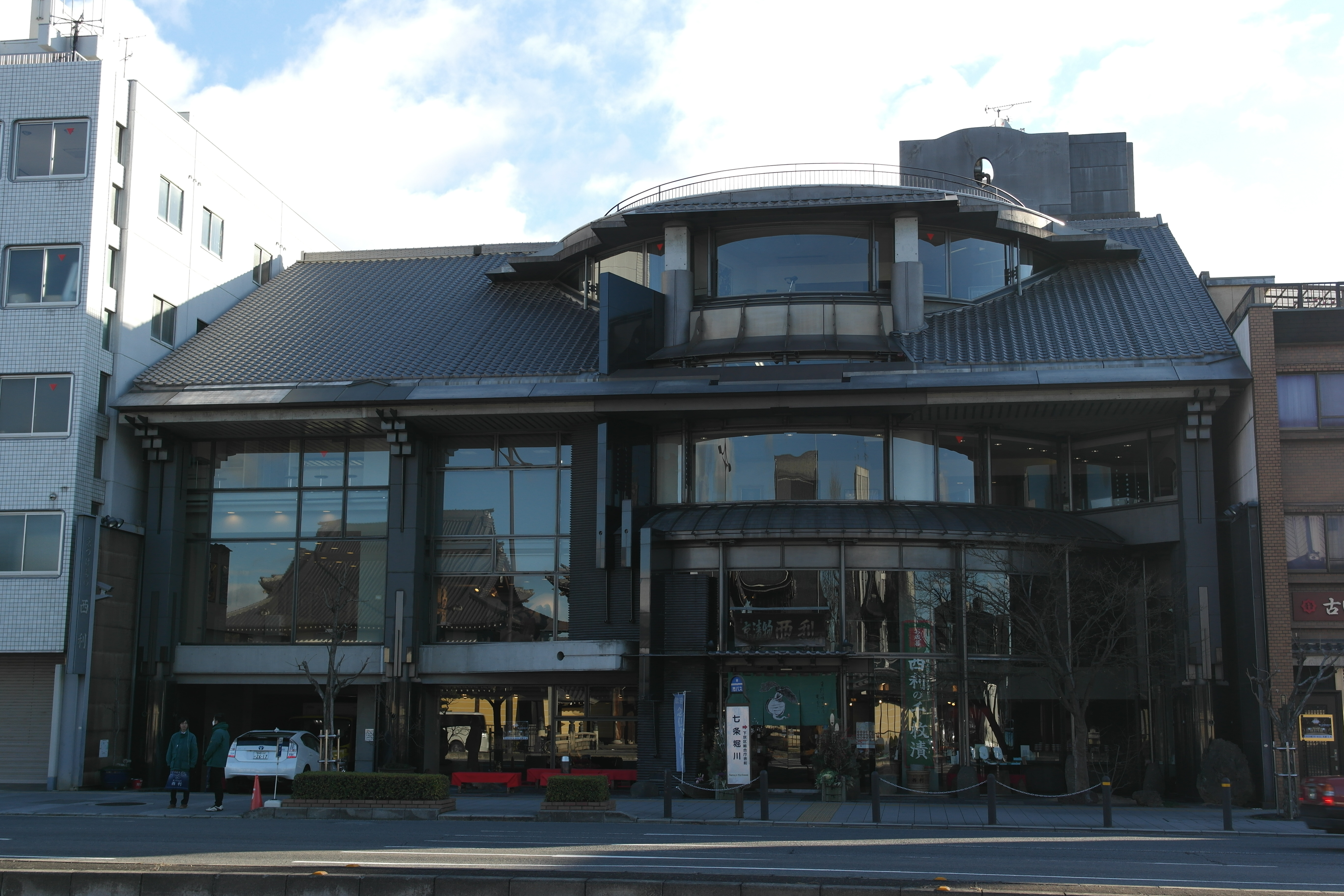
西利本店（和風を近未来感化）
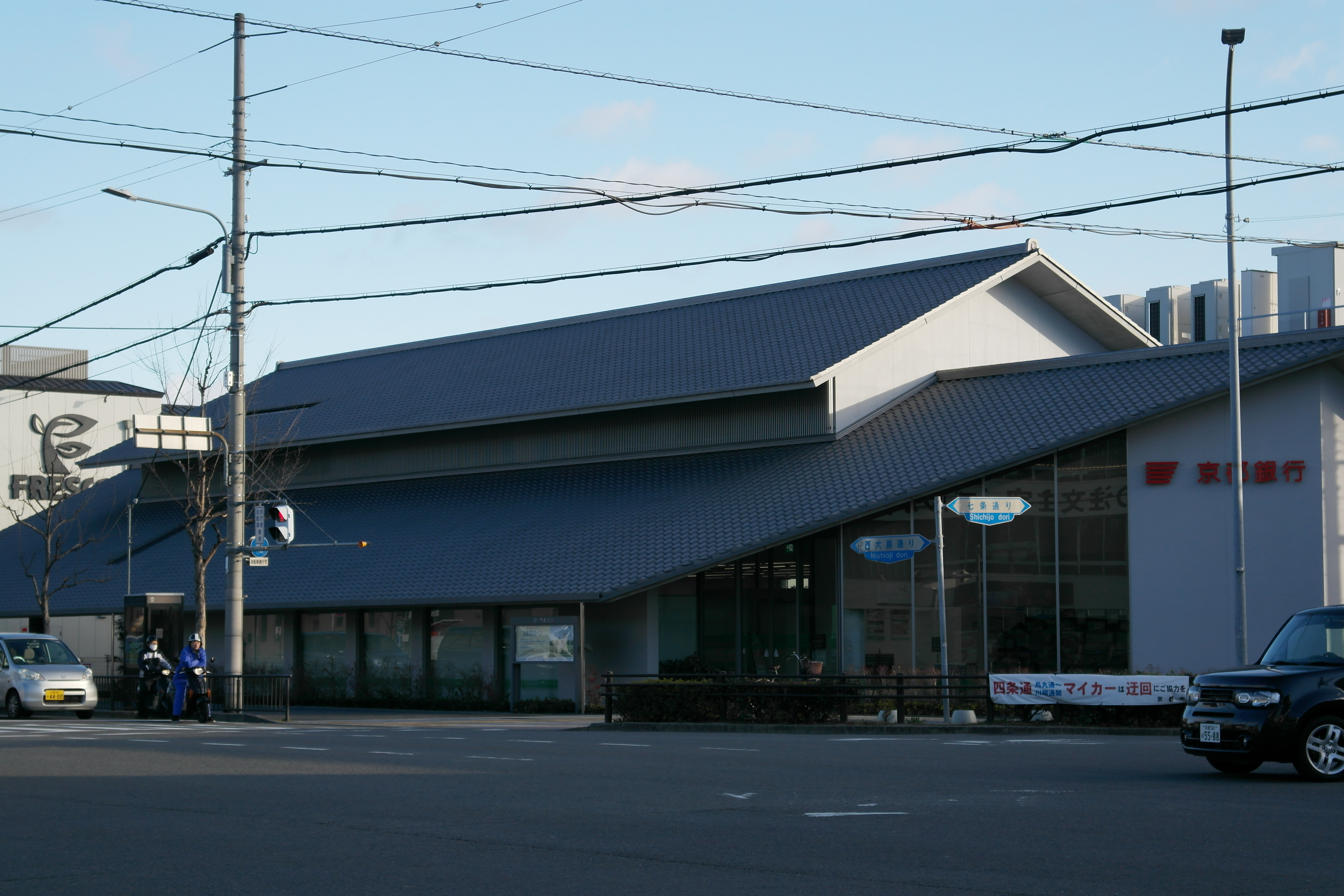
京都銀行西七条支店（京都デザイン大賞2015受賞）
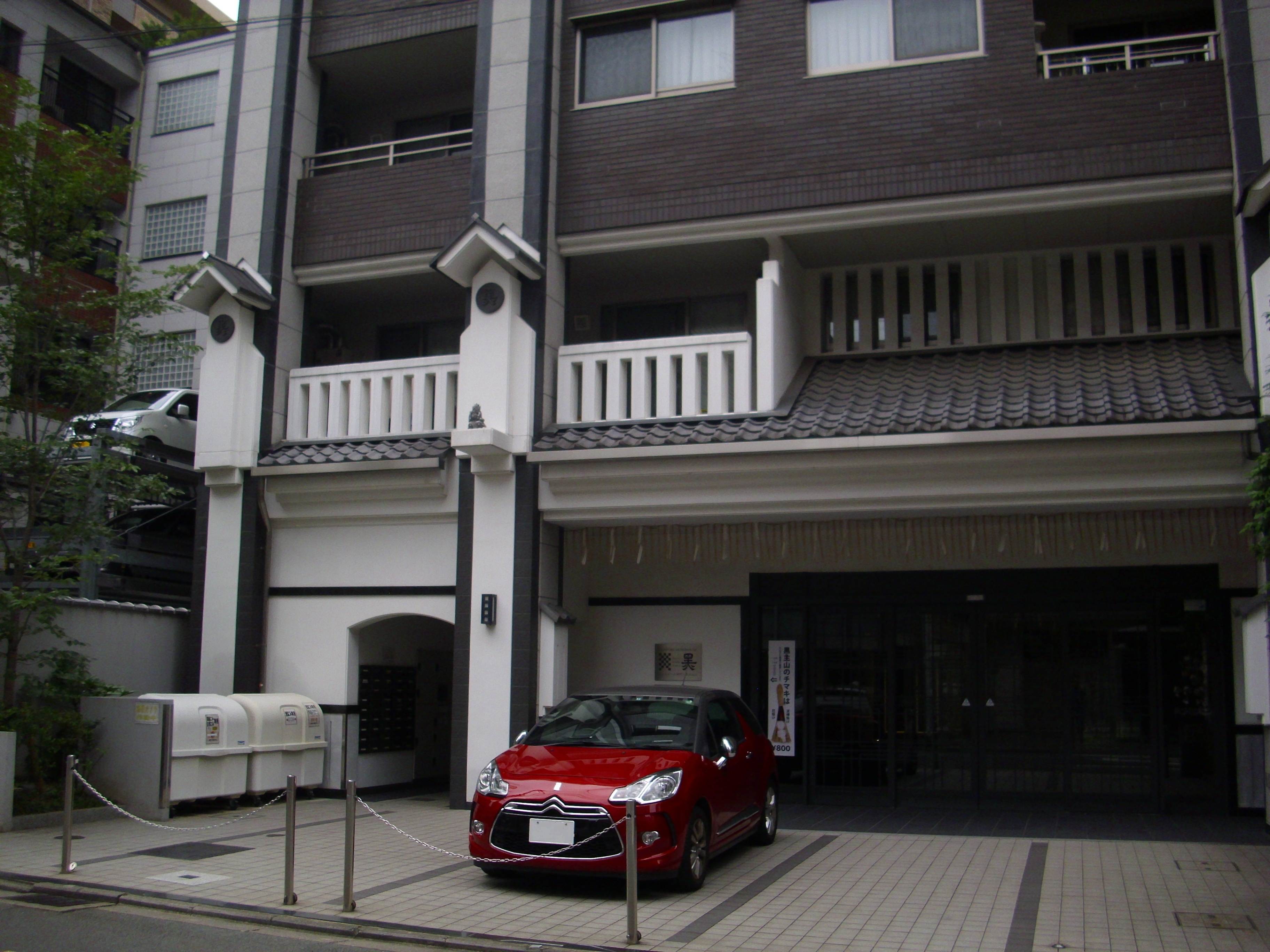
マンション化した祇園祭会所（黒主山）
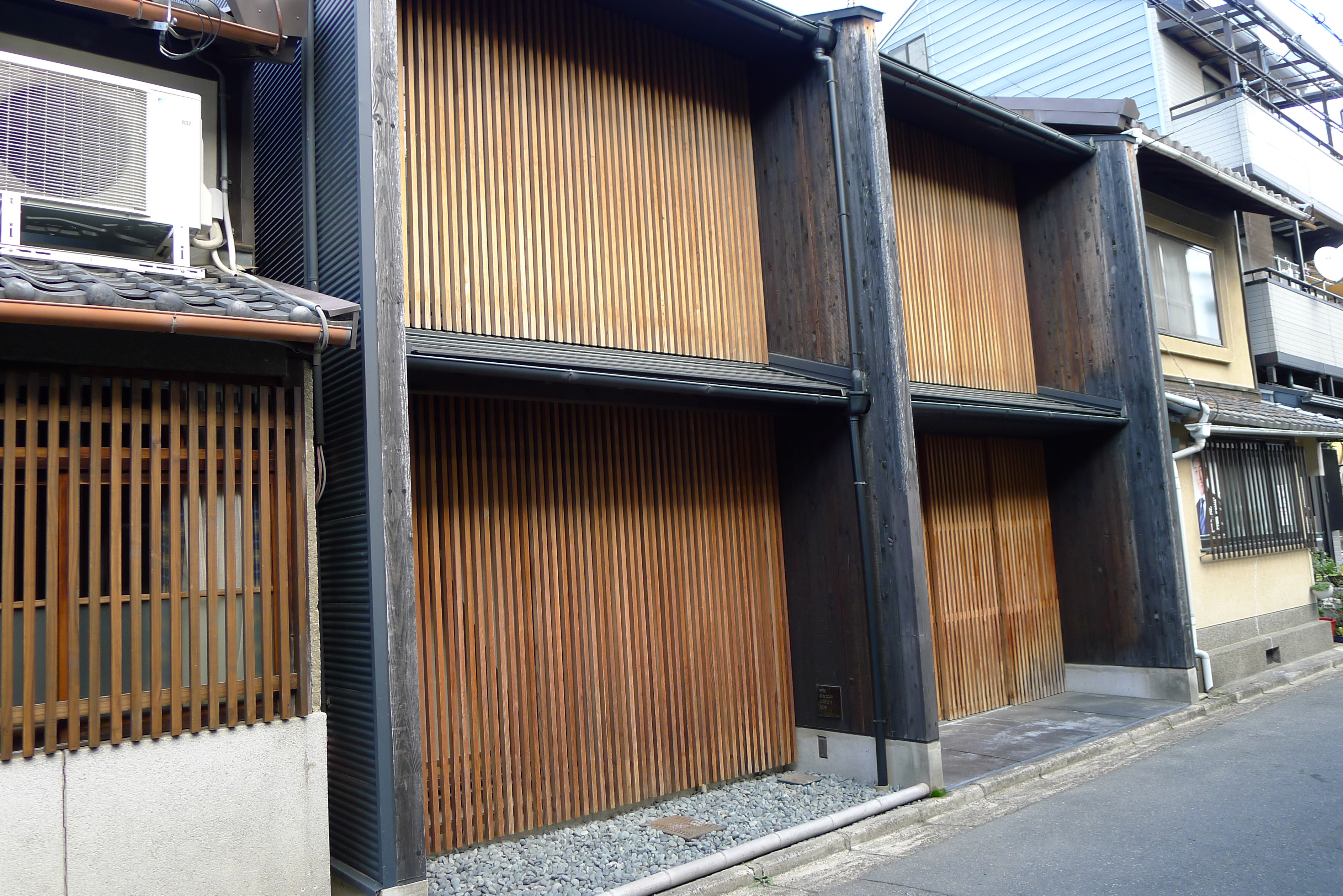
和風外観の新築邸宅（まちなかこだわり住宅認証）

## 批判
近代建築に関するル・コルビュジエのアテネ憲章では「新築建物の立地が歴史的な土地であるからと過去の様式を強要するのは間違いである」とあり、ユネスコの「歴史的都市景観の管理会議」の条文でも「疑似歴史的デザイン形態は避けるべき」とある。
中国で増えている奇抜な外観のアイコン的建築（中国語では怪建築）は、風水思想や華夏意匠を採り入れているが、必ずしも既存景観に溶け込んでいるとは言い難く批判も多く、ついに中国政府が規制に乗り出すことになった。

### 場違い
トラディショナル・サクセション・アーキテクチャはテーマパークのような使われ方を除き、正当な歴史や文化が伝わる場所に建てられてこそ意味があり、例えば中国では各地で富裕層相手の高級住宅街に象徴的にエッフェル塔が建てられるなどしているが（zh:山寨文化）、こうした模倣建築（duplitecture）は「ape architecture by yellow monkey（猿真似建築）」と揶揄の対象となり、オリジナル建築物周辺の植生など自然環境まで導入する擬態建築（mimicry architecture）は再現地域の生態系への影響が指摘される。これらは「Out of Place architecture（場違いな建築）」と批判されている。

### 日本の場合
日本では寺社や城郭（天守#明治以降の天守参照）といった和の様相の建物に代表され、地域のシンボル的なランドマークにはなっているものの、文化財としての整合性から景観法の景観重要建造物にすら指定されていない。特に神社に関しては木造が望ましいとの伊東忠太の主張や、伊勢神宮の式年遷宮に際し「文明開化に相応しいコンクリートにしては」との明治天皇への提案に「祖宗建国の姿を守りたい」と答えていることに伝統建築の素材へのこだわりがうかがえる。

また、集成材（直交集成板）の登場や建築基準法の改正による大規模木造建築の許諾（例：出雲ドーム）により、コンクリート建築物である必要性が薄らいでもいる。

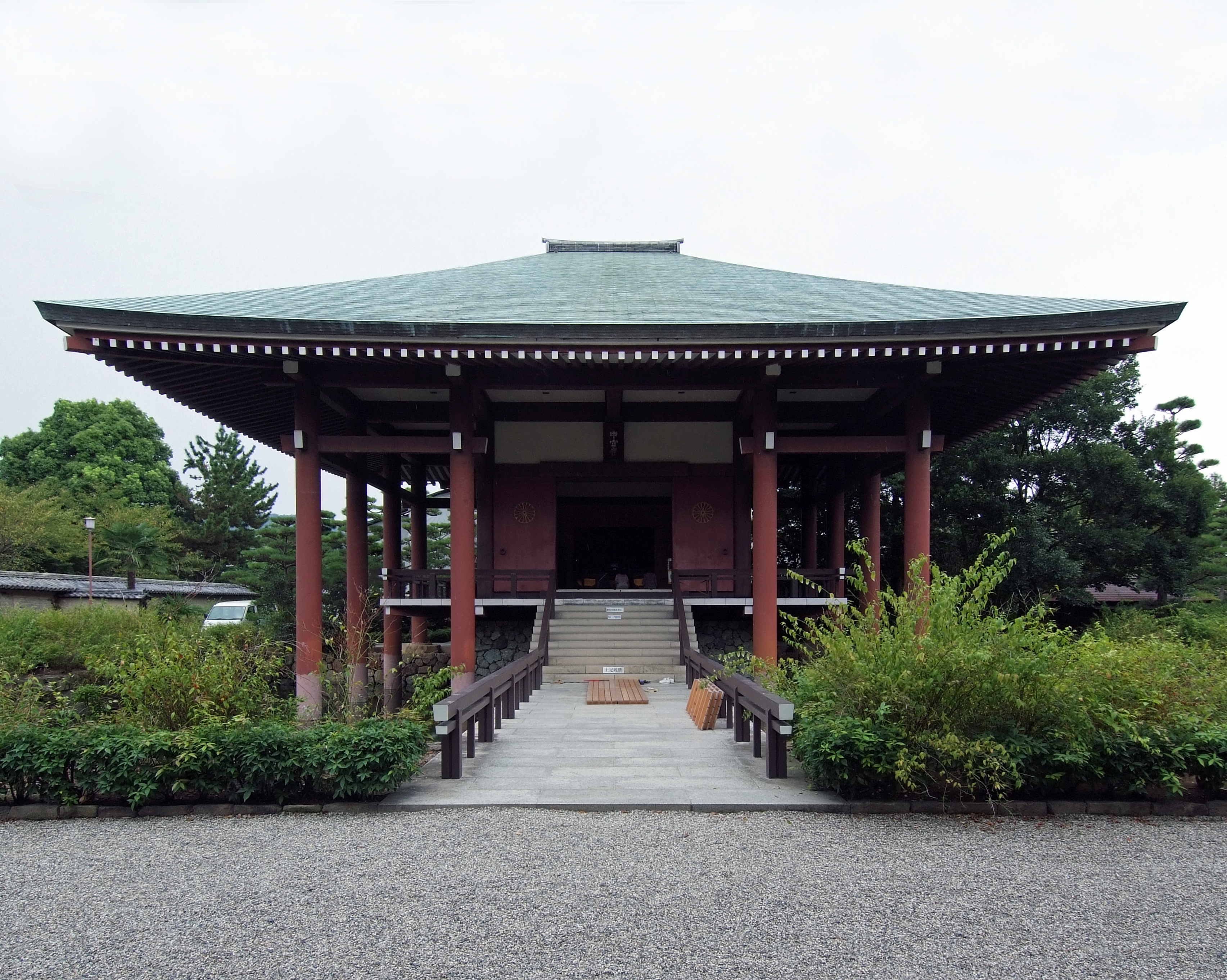
世界遺産法隆寺の中にある中宮寺本堂
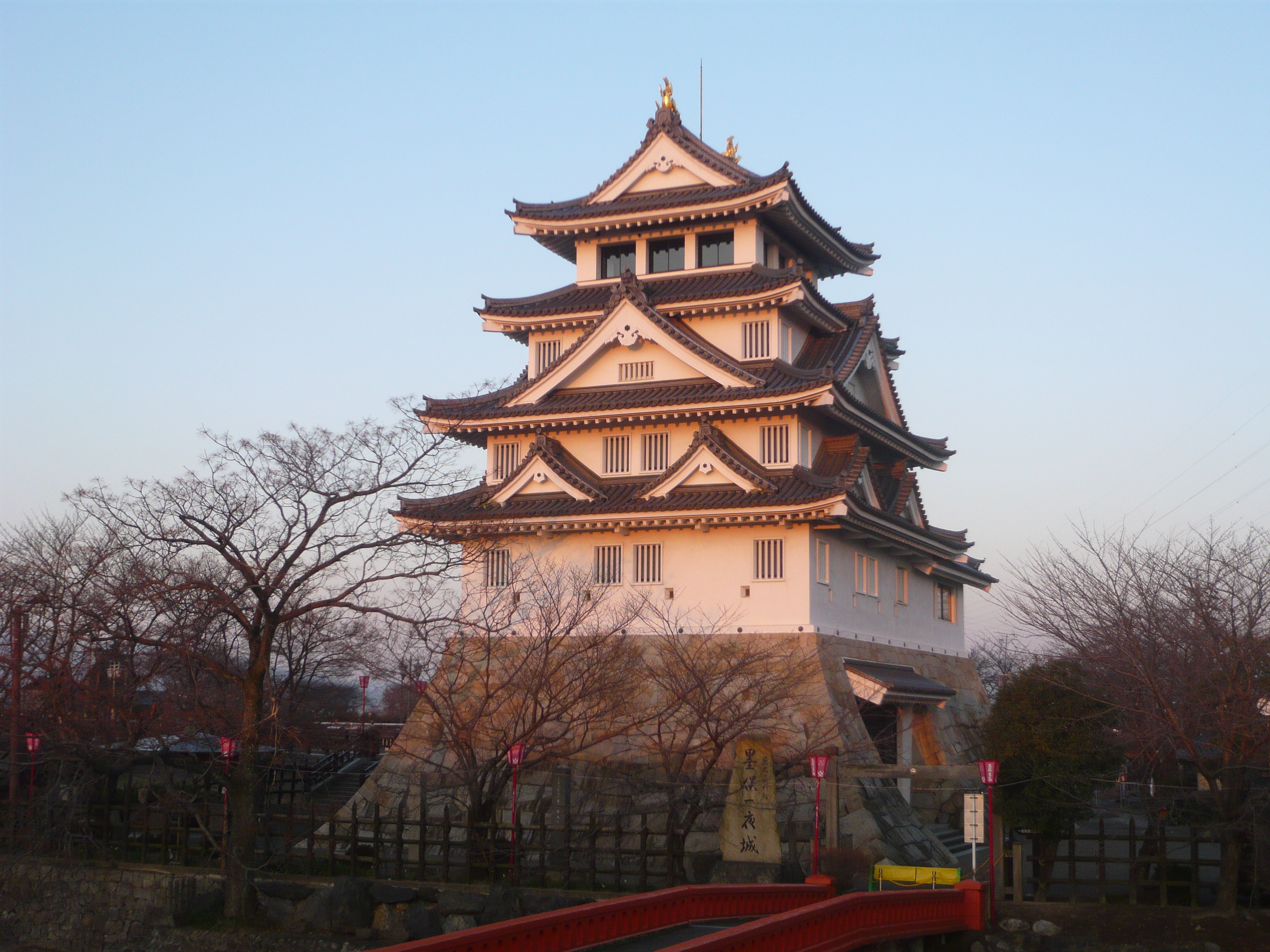
本来は天守閣のなかった墨俣城（資料館）

### その他の論点
- 長い歴史がある町でトラディショナル・サクセション・アーキテクチャを導入する場合、どの時代の様式を採用すべきかの基準がない
- 歴史的背景があり時代考証が成されていても観光資源として整備した場合（例：伊勢のおかげ横丁）や、市街地が戦災や震災で失われ復興のまちづくりを行う際に都市計画として全てをトラディショナル・サクセション・アーキテクチャ化した場合、歴史的・文化的価値を見いだせるのか？
- その国・地域本来の伝統様式ではなく、移民などによってもたらされ、そのコミュニティ内での異文化様式や異国趣味をどこまで容認するのか？（例：中華街）
- 伝承に過ぎないものの具現化（例：渡来人伝説に基づきまちおこしで学術的検証がないまま韓国風の建物を整備した宮崎の旧南郷村）
- 建築様式以外の伝統文化を用いた場合の評価（例：縄文土器を意識した秋田市立体育館）
- 模倣建築とはいえ度重なる改修が行われた場合の整合性や文化資材の扱い
- 外観（ファサード）のみが評価されるため、屋内施設あるいは内装・インテリアや付帯施設（庭など）といった表から見えない部分とギャップが生じる
- 度が過ぎると民族主義へと発展する懸念もある

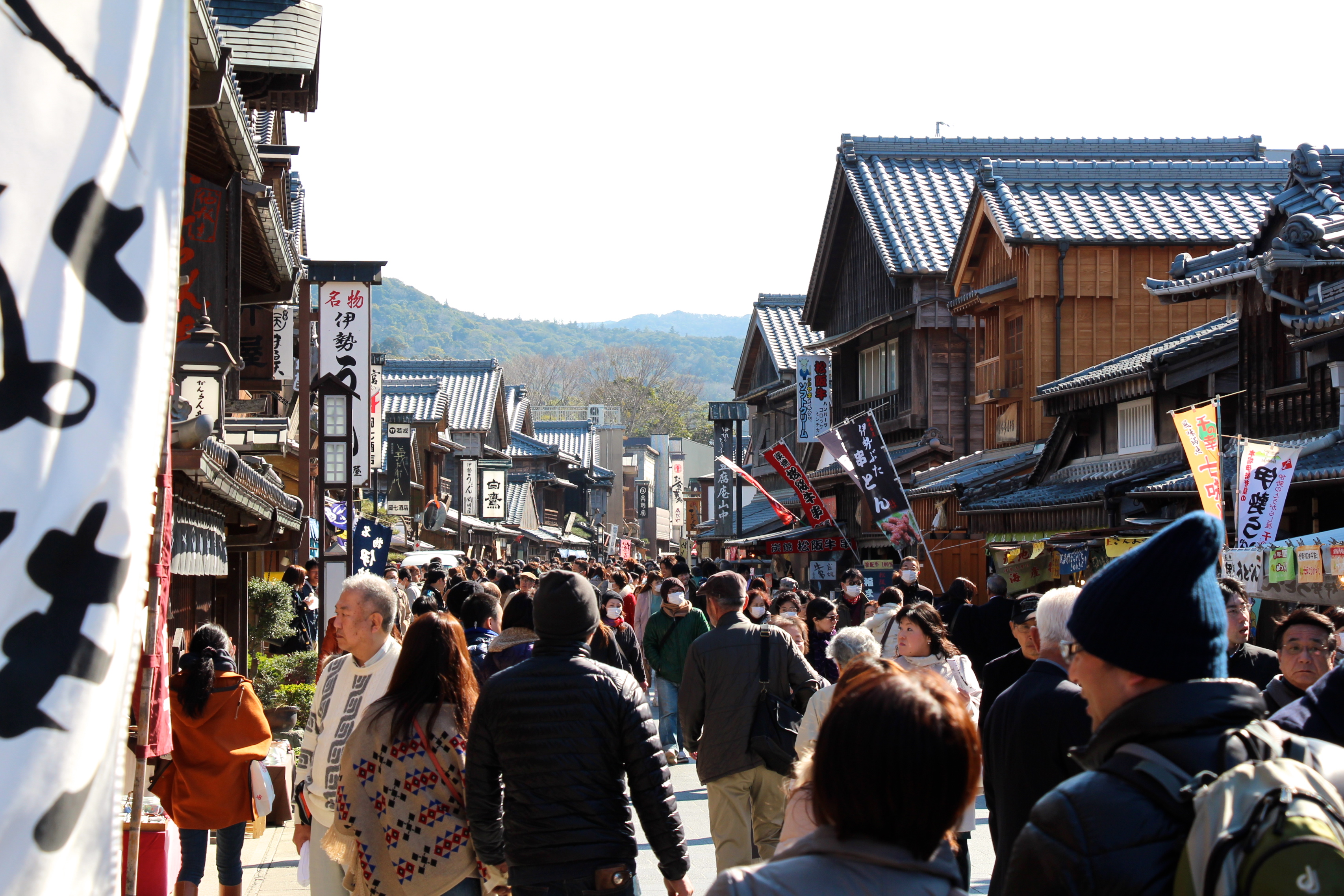
おかげ横丁
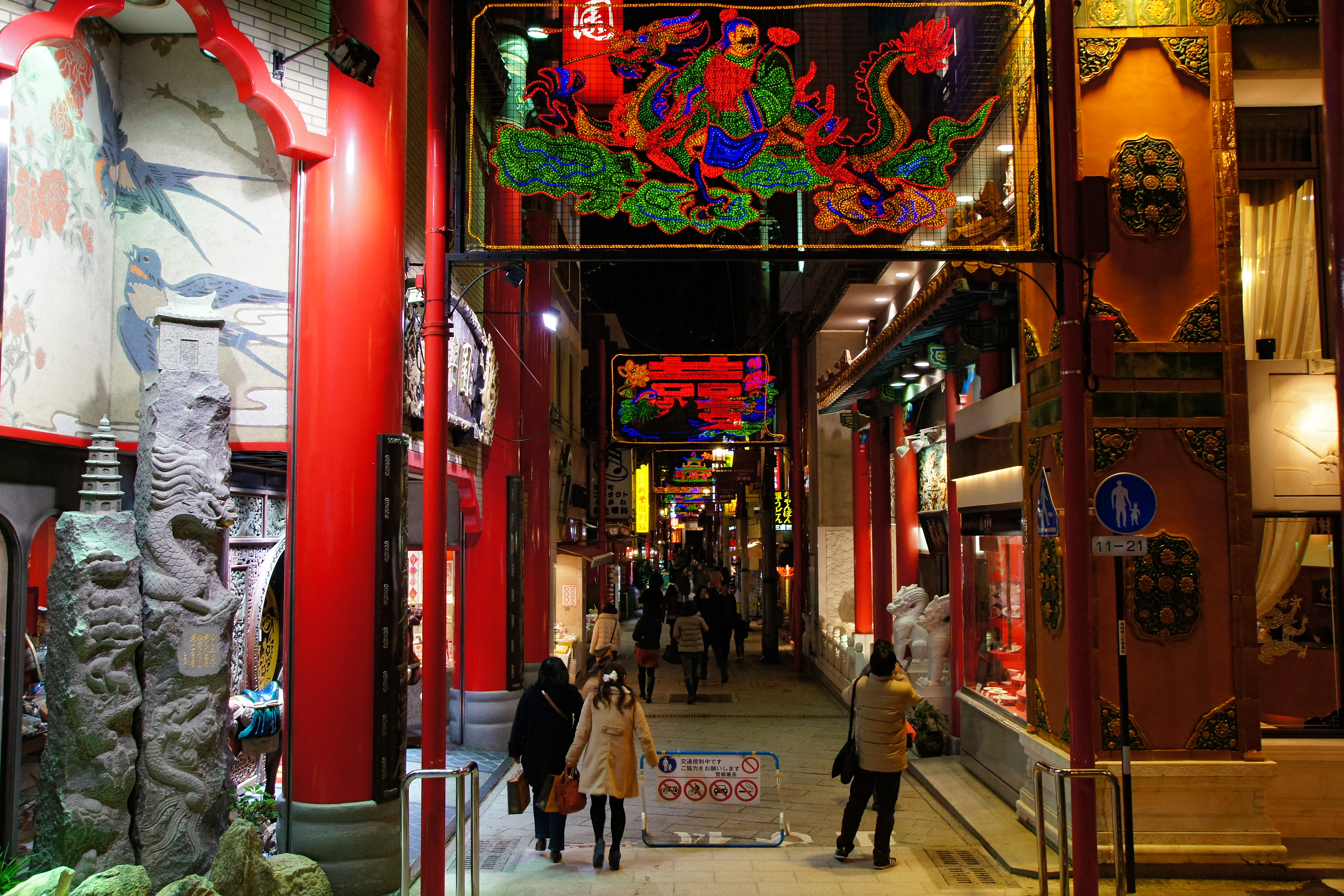
長崎の中華街
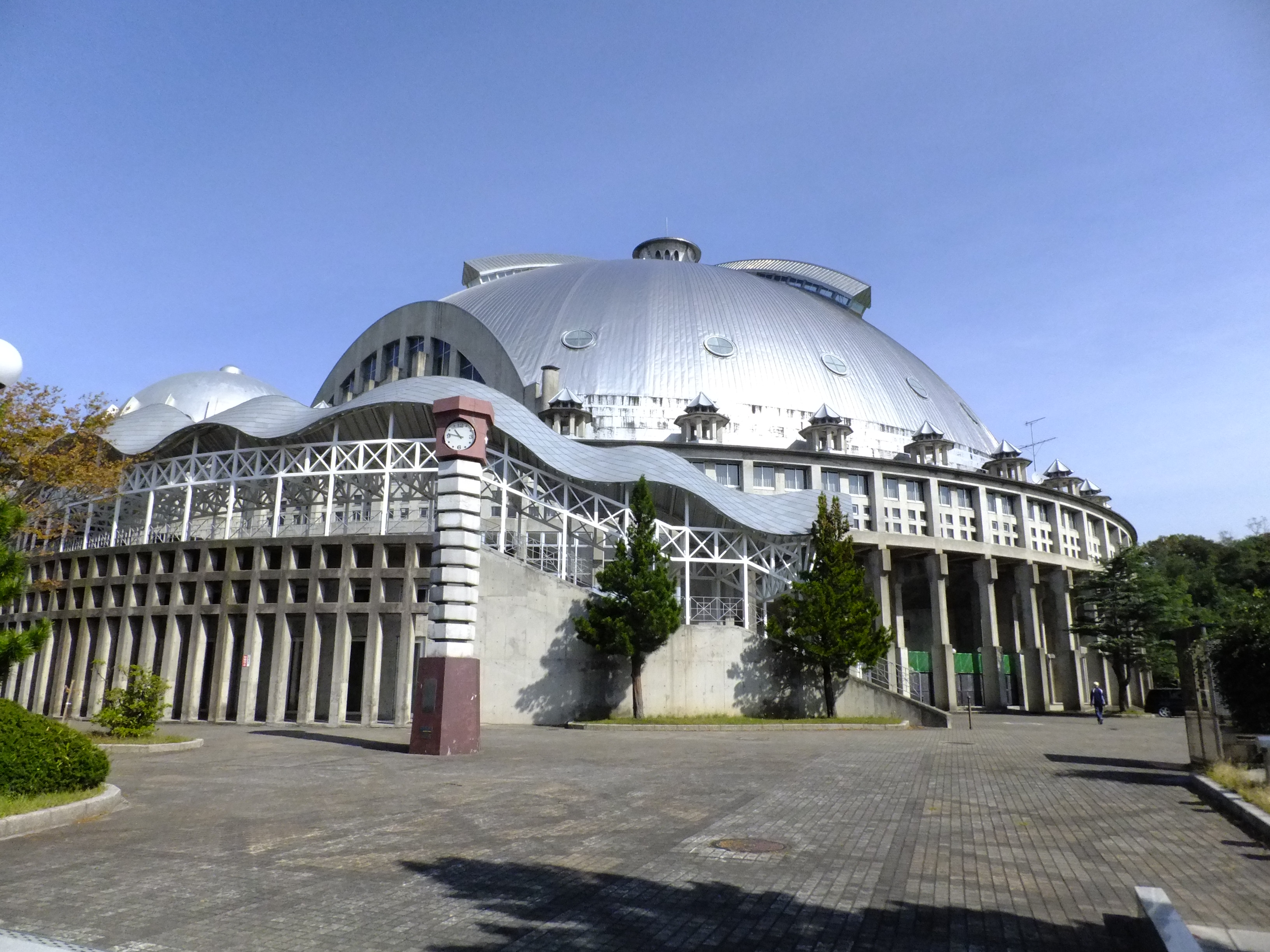
秋田市立体育館
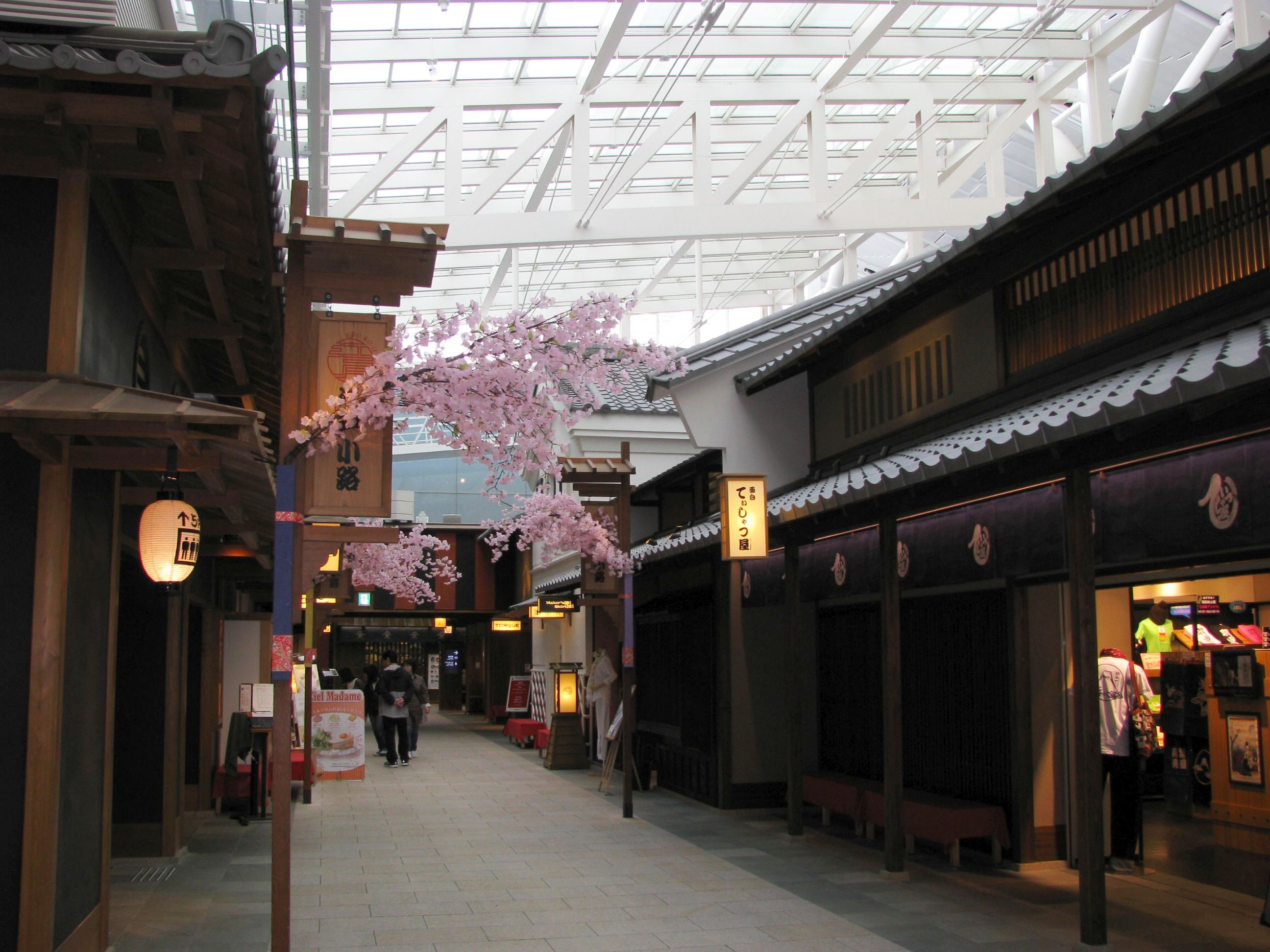
羽田空港内の江戸小路は景観影響を与えない